# Affaire O. J. Simpson
Vous lisez un « bon article » labellisé en 2017.
Pour les articles homonymes, voir Simpson.
L'affaire O. J. Simpson (officiellement intitulée en anglais : People of the State of California v. Orenthal James Simpson) est une procédure pénale jugée par la Cour supérieure du comté de Los Angeles mettant en cause l'ancien joueur de football américain et acteur d'Hollywood O. J. Simpson, running back talentueux des années 1970. Célèbre, jouissant d'une forte notoriété, charismatique, le joueur est accusé du double meurtre ayant eu lieu le 12 juin 1994 dont les victimes sont Nicole Brown Simpson, son ancienne épouse dont il a divorcé deux ans avant le début de l'affaire, et Ronald Goldman, ami de Nicole Brown.
Le procès dure plus d'une année et oppose une accusation menée par Marcia Clark et Christopher Darden à une équipe d'une dizaine d'avocats embauchés par O. J. Simpson pour le défendre. Cette « équipe de rêve » (anglais : dream team) est composée des meilleurs spécialistes dans leur domaine. Elle comprend notamment Johnnie Cochran Jr, Robert Kardashian, Robert Shapiro, Barry Scheck ou encore F. Lee Bailey. Chacun tente de convaincre un jury de douze jurés dont le processus de sélection et l'isolement tout au long du procès suscitent polémiques et incidents.
Dans le tribunal présidé par le juge Lance Ito, les débats se concentrent tour à tour sur l'utilisation de l'ADN, les gants retrouvés sur la scène du crime et au domicile d'O. J. Simpson ou encore le témoignage du policier Mark Fuhrman, personnage-clef du procès.
Au cours du procès, l'image parfaite de l'ancien sportif est érodée par la découverte de ses violences conjugales réitérées. Pourtant, l'essai non concluant du gant ensanglanté du meurtrier, les failles de l'enquête policière et les bandes magnétiques de Fuhrman prouvant le racisme latent dans la police de Los Angeles, sont autant d'éléments qui s'accumulent en faveur de la défense. Après un procès usant, les jurés ne délibèrent que trois heures et demie. Le verdict est annoncé le 3 octobre 1995. Diffusé en direct à la télévision, il attire une audience record : O. J. Simpson est reconnu non coupable pour les deux chefs d'accusation.
Par la suite, Simpson est reconnu responsable au civil en 1997 et doit payer un montant de 33,5 millions de dollars aux familles des deux victimes.
L'affaire défraye la chronique dans les années 1990 et est médiatisée comme jamais un cas judiciaire ne l'avait été auparavant. Une caméra est présente en continu pour filmer les débats, permettant au public d'être mieux informé que les jurés, qui sont séquestrés pendant de longs mois et sont exclus lors de plusieurs épisodes du procès afin de ne pas être influencés dans leur décision. Dans un contexte de tension raciale, l’ethnicité des jurés revêt une importance particulière dans la sélection du jury, la stratégie de la défense tout au long des débats ainsi que le résultat du procès.

## Contexte

### Une relation complexe et conflictuelle

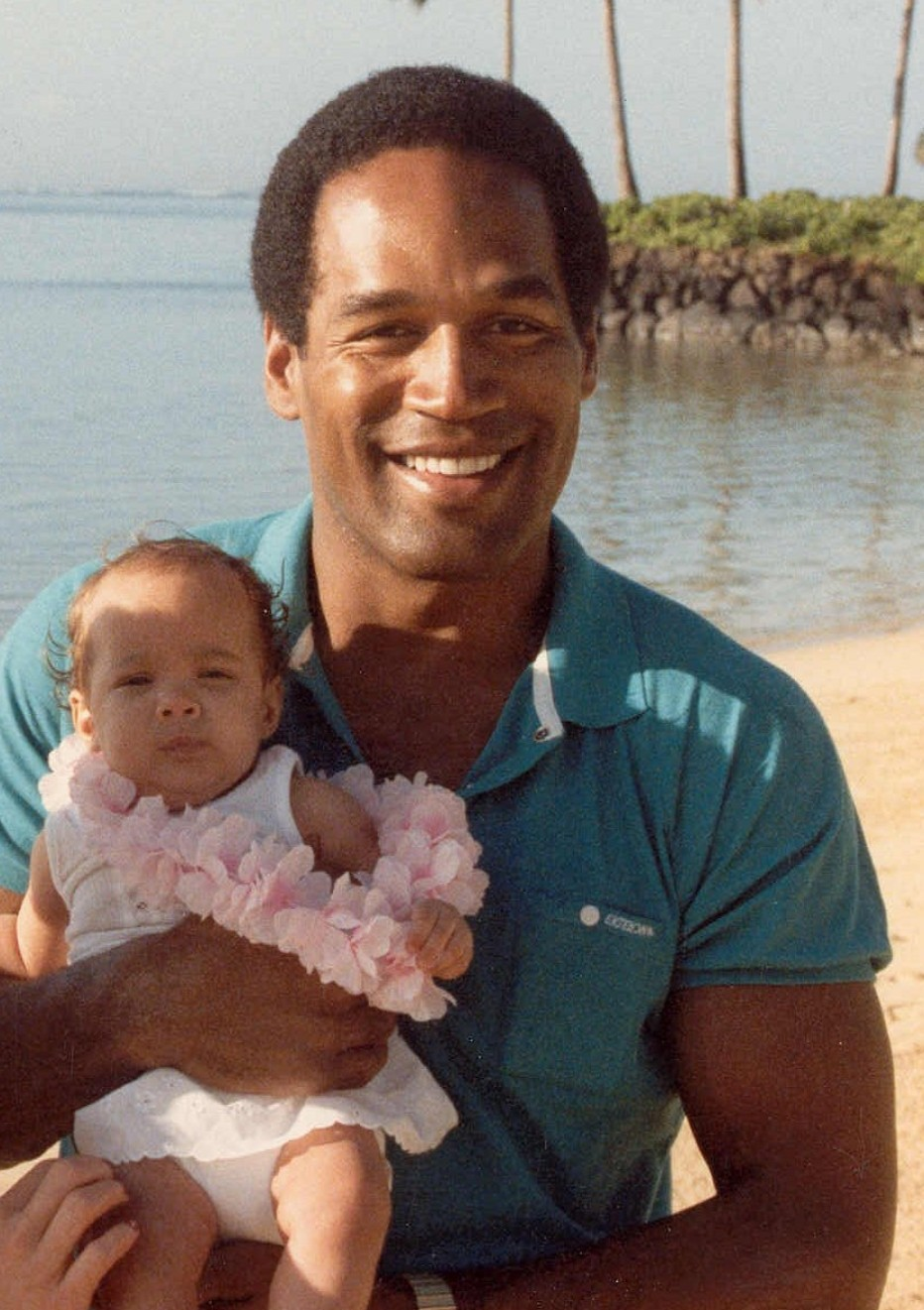
O. J. Simpson tient Sydney, son premier enfant avec Nicole Brown, sur une plage d'Honolulu en février 1986.

Ancien joueur de football américain célèbre, devenu acteur d'Hollywood, O. J. Simpson rencontre Nicole Brown en 1977 alors qu'elle a 18 ans et travaille comme serveuse dans une boîte de nuit privée de Beverly Hills. Bien qu'O. J. soit marié avec Marguerite Whitley, mère de ses trois premiers enfants, ils entament une liaison. En mars 1979, Simpson divorce de sa première épouse. O. J. Simpson et Nicole Brown se marient le 2 février 1985. Ils ont deux enfants ensemble, Sydney Brooke dans cette même année 1985 puis Justin Ryan en 1988.
Le 1er janvier 1989, à 4 h du matin, un appel au 911 est passé depuis le domicile du couple. Lorsque le policier arrive sur place, Nicole Simpson fond dans ses bras en s'écriant qu'O. J. Simpson va la tuer. Elle indique également que la police s'est déjà déplacée huit fois mais n'est jamais intervenue. Nicole signe le rapport de police, ce qui entraîne l'instruction d'une plainte contre son mari. Le 3 janvier, O. J. témoigne qu'une dispute verbale a mal tourné et qu'ils se sont jetés l'un sur l'autre. Le lendemain, Nicole minimise la dispute et déclare vouloir préférer un arrangement. Quinze jours plus tard, le 18 janvier 1989, Mark Fuhrman, policier de Los Angeles, écrit une note dans laquelle il rapporte une dispute en 1985 lors de laquelle O. J. Simpson aurait cassé le pare-brise de sa Mercedes à coups de batte de baseball. O. J. Simpson engage l'avocat Howard Weitzman, membre de l'USC, qui cherche à trouver un arrangement officieux. Le 24 mai 1989, O. J. Simpson est condamné à 24 mois de probation, une amende de 470 dollars, 120 heures de travaux d'intérêt général et l'obligation de recevoir un conseiller thérapeutique deux fois par semaine. Il décide de choisir ses missions d'intérêt général et organise un tournoi de golf afin de lever des fonds pour une fondation de lutte contre le cancer.
Nicole Brown Simpson demande le divorce le 25 février 1992. Sa décision est principalement motivée par les violences conjugales de son mari à son égard. Nicole ne travaille pas et s'occupe des deux jeunes enfants nés de son mariage avec Simpson. Le 15 octobre 1992, le divorce est acté et les parties acceptent qu'O. J. verse une pension de 10 000 dollars par mois pour l'éducation des enfants. Il accepte également le versement de 433 750 dollars pour que Nicole puisse acquérir un bien immobilier. Après le divorce, elle s'installe au 325 Gretna Green Wayn dans le paisible quartier de Brentwood à Los Angeles. La maison est grande et onéreuse. En janvier 1994, Nicole Brown déménage au 875 South Bundy Drive. Elle loue une chambre d'amis au jeune Kato Kaelin.

### Police contestée et tensions raciales à Los Angeles

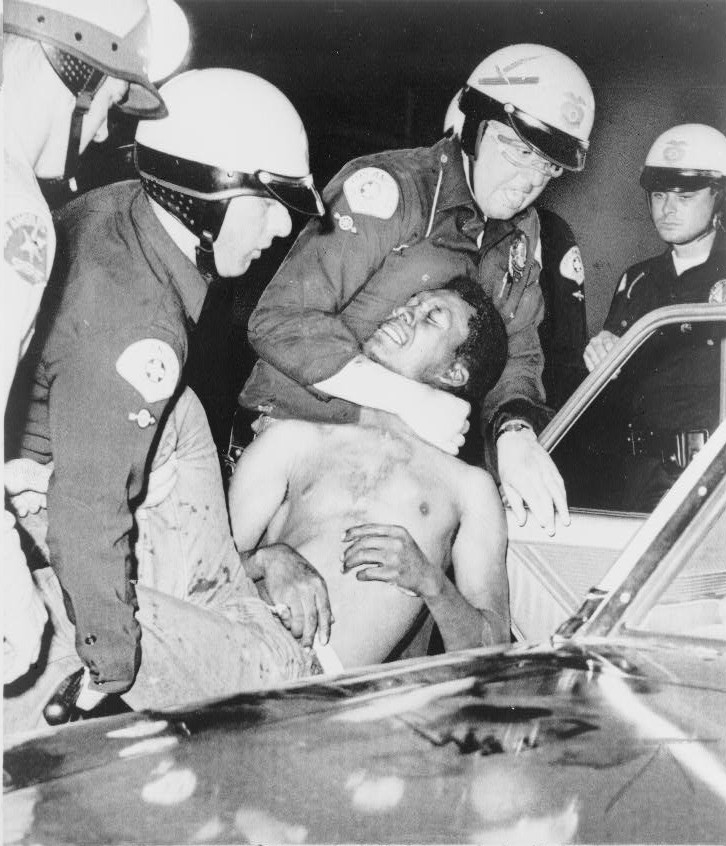
Arrestation d'un homme afro-américain par la police de Los Angeles lors des émeutes de Watts en 1965.

Le Los Angeles Police Department (LAPD) est, depuis 1937, un service de police particulier dans le pays, régi par une charte qui limite l'influence des élus locaux mais aussi en fait un service quasi-militaire. Le chef de la police est choisi par les policiers eux-mêmes, il est presque impossible de licencier un policier lorsque celui-ci est désigné à vie selon les règles de la fonction publique. Dirigé par William H. Parker à la façon des Marines, il est vu nationalement comme un modèle d'efficacité. En août 1965, les émeutes de Watts font de nombreux dégâts humains et matériels à Los Angeles. Parker décrit les émeutiers noirs comme « des singes dans un zoo ». Un an plus tard, Leonard Dyadwyler, Afro-américain, non armé, est tué par la police alors qu'il fonce à toute vitesse en voiture vers l'hôpital où son épouse va accoucher, malgré le fait qu'il se soit arrêté.[Passage contradictoire] William H. Parker reste chef de la police jusqu'à sa mort en 1966 et est remplacé par son ancien chauffeur personnel, Daryl Gates.
Dès la prise de pouvoir de Gates, les affaires d'homicide sur la communauté noire augmentent. En 1979, à cause d'une facture d'électricité impayée, des policiers se rendent chez Eulia Love ; elle est tuée à bout portant dans son jardin, alors qu'elle est entourée par des policiers et qu'elle tente d'attaquer l'un d'eux avec une pelle. En 1982, plusieurs Afro-américains meurent sous les prises d'étranglement de la police. Gates déclare que c'est peut-être une conséquence de particularités anatomiques des Afro-américains : « Nous pouvons peut-être trouver que pour certains noirs, quand la prise d'étranglement est tenue, les veines où artères ne s'ouvrent pas aussi vite que pour les gens normaux ». Bien que le maire de Los Angeles, Tom Bradley, soit un ancien policier et le premier maire noir de la ville, la police de Los Angeles est totalement hors de son contrôle. En août 1988, lors d'un raid de la police lié aux trafics de drogue, les policiers détruisent de nombreux appartements pour seulement deux arrestations.
En 1988, l'ancien joueur de baseball Joe Morgan est plaqué au sol violemment et menotté dans l'aéroport international de Los Angeles par des policiers qui le désignent comme un trafiquant de drogues parce qu'il est noir. Poursuivie par le joueur, la police est condamnée trois ans plus tard à lui payer la somme de 540 000 dollars. Une autre célébrité sportive, le champion olympique Al Joyner, est arrêté à deux reprises pour de faux motifs en 1992, ce qui l'empêche de concourir aux épreuves qualificatives aux Jeux olympiques d'été de 1992. La police trouve un accord avec le joueur et accepte en 1995 de lui verser 245 000 dollars pour mettre fin à l'affaire.
Le 3 mars 1991, quatre policiers sont filmés en train de tabasser Rodney King, automobiliste noir américain. Un an plus tard, le 29 avril 1992, l'acquittement des quatre policiers, par un jury composé de dix blancs, un asiatique et un latino, déclenche les émeutes raciales de Los Angeles qui font entre 53 et 55 morts et plus de 2 300 blessés en seulement six jours. Plus d'un millier de bâtiments sont détruits lors de ces émeutes. L'affaire O. J. Simpson se déroule trois ans après ces événements.

## Enquête policière

### Découverte de la scène de crime
Le 12 juin 1994, vers 22 h 55, alors qu'il promène son chien le long de Bundy Drive dans le quartier chic de Brentwood à Los Angeles, Steven Schwab découvre sur le trottoir un chien de race Akita blanc dont les pattes sont tachées de sang. Il amène le chien à son domicile afin de lui donner de l'eau. Vers 23 h 40, Steven Schwab et son épouse confient le chien à leurs voisins, Sukru Boztepe et Bettina Rasmussen. Ce couple accueille le chien mais celui-ci est si nerveux qu'ils décident de le sortir. Le chien les conduit au 875 South Bundy Drive, domicile de son ex femme Nicole Brown Simpson.
Alors qu'il patrouille dans le secteur, le policier Robert Riske est appelé à 0 h 9 au 874 South Bundy Drive. Une femme, Elsie Tistaert, a signalé une potentielle tentative de vol après qu'un couple eut frappé à sa porte quelques minutes plus tôt, une pratique inhabituelle dans le quartier. Lorsqu'il arrive dans le voisinage, le policier est interpellé par Boztepe qui lui indique une scène de crime. Riske allume sa lampe torche et découvre dehors, dans le retrait d'un patio, une jeune femme, Nicole Brown, 1,64 mètre, 58 kilos, gisant au milieu d'une flaque de sang, son cou tranché net jusqu'aux vertèbres cervicales,. Aux pieds des marches, vêtue d'une robe noire, pieds nus, la victime est en position fœtale. Il s'avance et découvre une deuxième victime : un homme, Ronald Goldman, 1,75 mètre, 81 kilos, est allongé dans l'herbe, contre la souche d'un palmier, en retrait du passage, le corps lardé de trente coups de couteau,. Riske trouve aux pieds de Goldman un bonnet noir, une enveloppe blanche tachée de sang dans laquelle se trouve une paire de lunettes de soleil, et un unique gant en cuir,. Il entre dans la maison, dont la porte d'entrée est ouverte, et trouve une maison calme, des bougies allumées dans différentes pièces, un bain encore plein et deux enfants (Sydney et Justin, les enfants de Nicole Brown et d'O. J. Simpson) dormant dans leurs chambres respectives à l'étage.

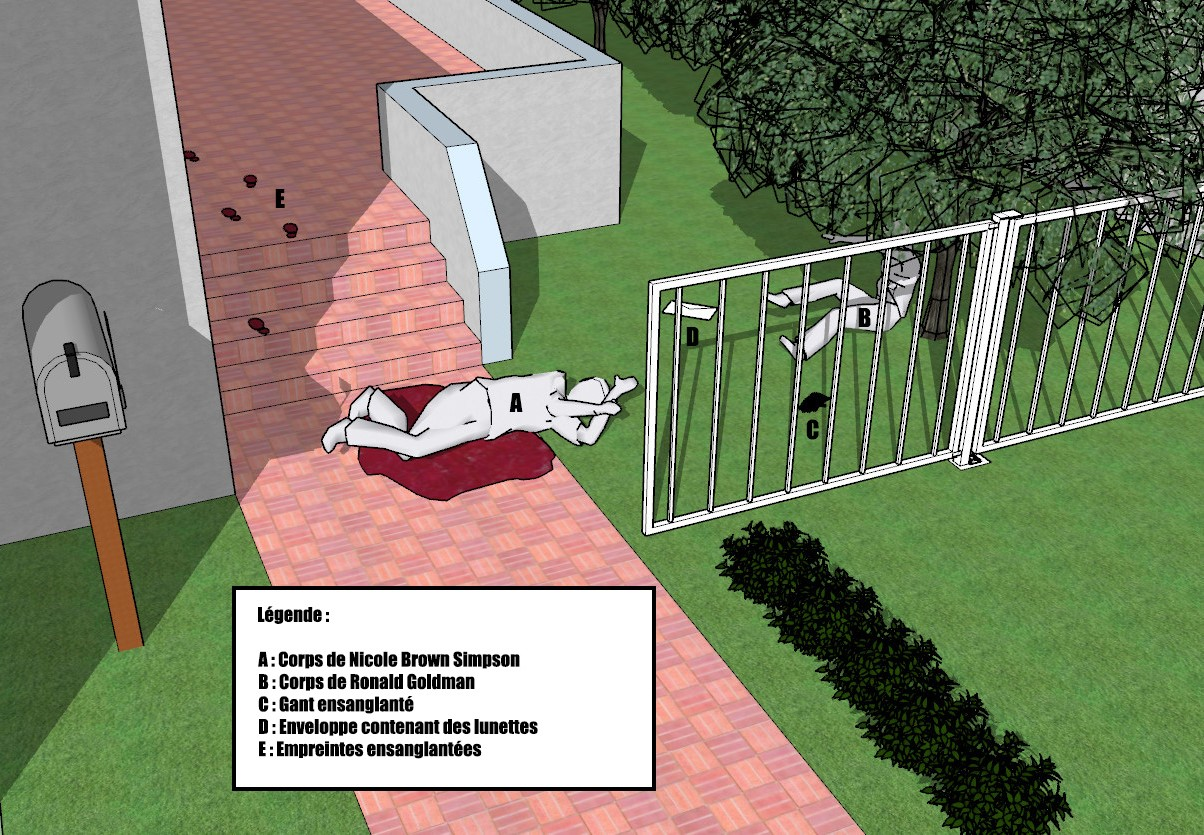
Le corps de Nicole Brown Simpson gît dans l'allée de son domicile dans une flaque de sang (A). Celui de Ronald Goldman est caché à quelques mètres au pied d'un arbre (B). Aux pieds du jeune homme, les enquêteurs découvrent un gant ensanglanté (C) et une enveloppe (D).

À 0 h 30, Riske fait part de la situation à son superviseur, le sergent David Rossi, qui informe immédiatement sa hiérarchie. De nombreux policiers sont dépêchés sur place ; le sergent Marty Coon est le premier superviseur à arriver sur la scène de crime. Avec l'aide de Riske il met en place un périmètre de sécurité ; ils sont aidés au fur et à mesure par d'autres policiers arrivant sur place. Rossi arrive sur la scène de crime une heure après en avoir été informé, quelques instants avant son supérieur, le capitaine Constance Dial. Riske montre à Rossi et Dial les éléments qu'il a notés jusque-là. Rossi a également contacté Ron Phillips, chef des enquêtes d'homicides sur le secteur Ouest de Los Angeles. Ce dernier assigne à l'affaire l'un de ses quatre détectives en chef, et choisit Mark Fuhrman et son jeune partenaire Brad Roberts. Philipps et Fuhrman arrivent sur la scène de crime vers 2 h 10 ; Fuhrman est le dix-septième policier à arriver sur place. Riske leur montre la scène de crime, et Fuhrman commence à prendre des notes. À 2 h 40, l'équipe de police de Los Angeles Ouest est démise de l'affaire qui est confiée à l'équipe de vols et meurtres du quartier général de la police ; Fuhrman n'est plus le détective en chef de l'affaire seulement trente minutes après l'avoir prise en charge. Le nouveau détective chargé de l'enquête, Philip Vannater, arrive au 875 South Bundy Drive à 4 h 5, son assistant Tom Lange 25 minutes plus tard. Ils font chacun le tour de la scène de crime avant de partir avec Fuhrman et Philipps au domicile d'O. J. Simpson pour le notifier des meurtres.

### Sur les traces d'O. J. et des preuves sanguines

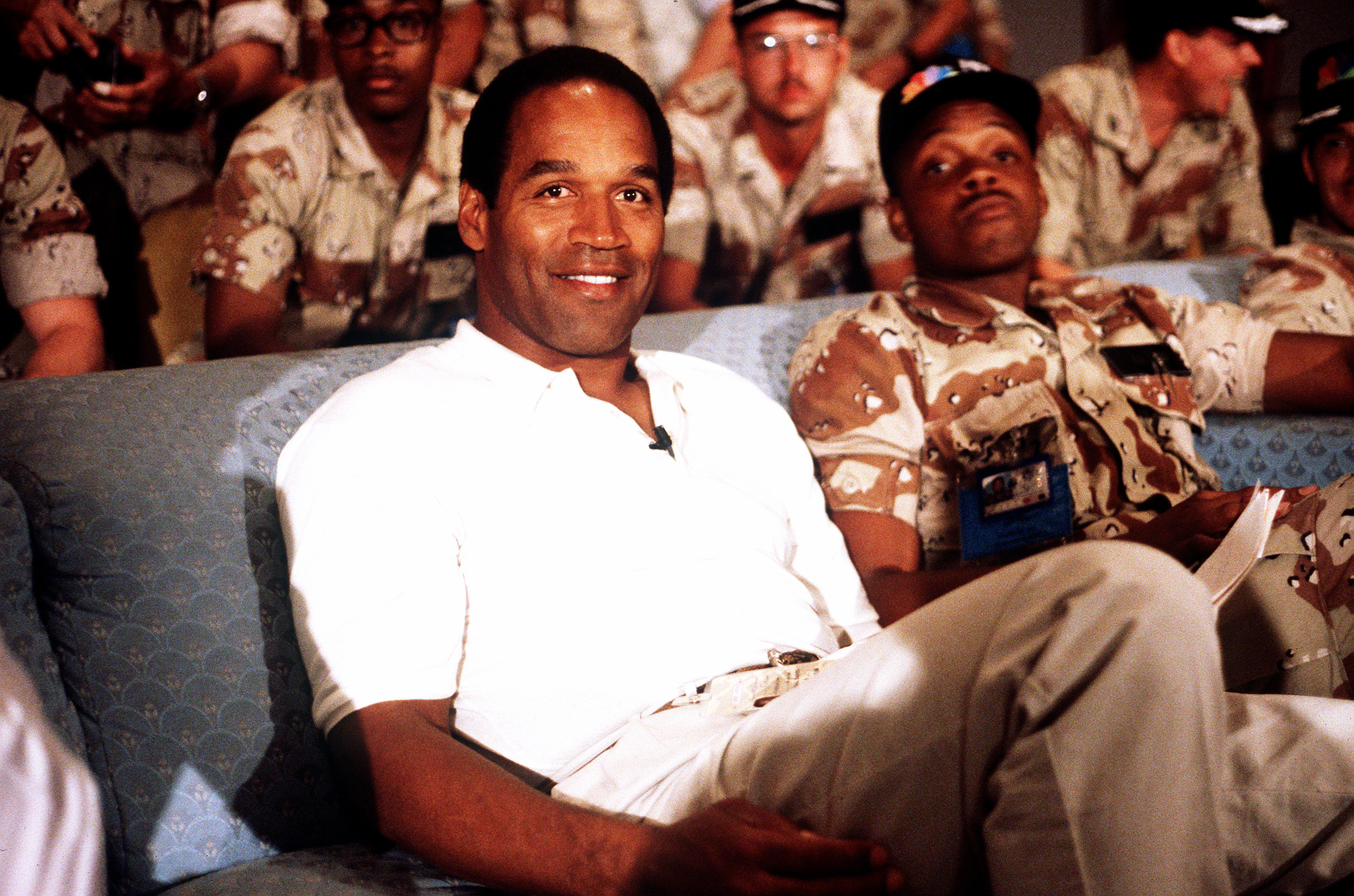
O. J. Simpson (ici en 1990) est le suspect principal de l'enquête policière dans les heures suivant le double meurtre de Brentwood.

O. J. Simpson quitte Los Angeles pour Chicago dans la nuit du double meurtre. Il doit y jouer au golf le lendemain lors d'un tournoi organisé par la société Hertz au Country Club de Mission Hills avec les meilleurs clients de l'entreprise. À 4 h 15, il s'enregistre à l'hôtel O'Hare Plaza. Pendant ce temps, les quatre policiers se rendent à son domicile afin de l'alerter des meurtres mais ne le trouvent pas,. Ils commencent leur enquête et trouvent du sang sur la Ford Bronco blanche d'O. J. Simpson ainsi que sur le chemin de la maison. Ils trouvent une maison avec de la lumière à l'étage, des voitures dans l'allée, mais personne ne répond à leurs appels,. Les policiers appellent Westec Security qui transmet le numéro de téléphone de Simpson,. Ils tentent de le contacter à 5 h 36 mais tombent sur la messagerie. Pensant Simpson en danger potentiel, le plus jeune des policiers, Mark Fuhrman, saute par-dessus le portail de la maison et ouvre à ses collègues,.
Après avoir frappé à plusieurs reprises à la porte d'entrée, les policiers se dirigent vers les maisons des invités où ils rencontrent Kato Kaelin, tout juste éveillé, qui leur indique qu'il a entendu des chocs importants sur le mur de sa chambre, à côté du climatiseur, vers 22 h 45. En sortant avec Kaelin pour voir l'extérieur du mur où il dit avoir entendu des chocs, Mark Fuhrman trouve dans le jardin de la propriété un gant en cuir ensanglanté. Les analyses montreront qu'il s'agit du sang d'O. J. Simpson et de son ex-épouse, faisant rapidement pencher les soupçons vers l'ancien joueur de football américain, car le gant est le jumeau de celui retrouvé sur les lieux du meurtre. Ils trouvent les autres enfants de Simpson endormis dans la maison et les réveillent.
À 6 h, la police localise O. J. Simpson et entre en contact avec lui. Une demi-heure plus tard, le joueur quitte l'hôtel et se dirige vers l'aéroport où il décolle en direction de Los Angeles à 7 h 41. Tom Lange appelle alors les parents de Nicole Brown Simpson, Lou et Juditha Brown, pour leur annoncer la mauvaise nouvelle. Lou Brown décroche à 6 h 21 ; Denise Brown, sœur de Nicole, crie en apprenant le décès de celle-ci : « Il l'a tuée ! Il l'a finalement tuée ! » en faisant référence à O. J. Simpson. Ce témoignage et le gant ensanglanté trouvé dans le jardin d'O.J. font de lui le principal suspect de l'affaire dès les premières heures de l'enquête policière.
Alors que ses collègues retournent sur la scène de crime, Philip Vannater poursuit son enquête au domicile d'O. J. qu'il considère désormais comme une scène du crime. Il trouve des traces de sang au sol, puis retourne à la Ford Bronco dont il examine l'intérieur depuis la vitre du passager. Il voit du sang à l'intérieur de la portière du conducteur et sur la console entre les deux sièges avant. Vannater contacte alors Marcia Clark, procureur, avec qui il vient de travailler sur une autre affaire pour lui demander son avis sur les preuves en sa possession. Elle lui indique qu'à son avis il en a assez pour demander un mandat d'arrêt, ce qu'il fait, obtenant le document en fin de matinée. Il retourne à son tour à Brentwood pour attendre O. J. Simpson.
Lorsqu'O. J. Simpson arrive à son domicile le 13 juin à 11 h 8, la police lui présente le mandat d'arrêt délivré par un juge vingt minutes plus tôt. Le policier Donald Thompson emmène Simpson à l'abri des regards, dans le jardin, et lui passe les menottes. Ces dernières lui sont enlevées à la demande de son avocat, Howard Weitzman, à 11 h 30. La scène est opportunément filmée par Ron Edwards qui détient des images exclusives de Simpson menotté. Lorsqu'il lui enlève les menottes, Vannater observe un bandage sur un doigt de la main gauche de Simpson. Il lui demande de répondre à quelques questions au quartier général de la police de Los Angeles, ce que Simpson accepte sans hésitation. À midi, il est escorté jusqu'au quartier général de la police de Los Angeles, le Parker Center, où il reste pendant trois heures et quart mais n'est interrogé que 32 minutes,. Lors de cet entretien individuel enregistré, l'accusé reste très vague et ne donne aucun élément précis aux inspecteurs de police. Malgré les importantes preuves en leur possession, les policiers laissent le suspect repartir à son domicile, au désarroi du bureau du procureur. Le lendemain, la police saisit des vêtements et d'autres objets dans la maison d'O. J. Simpson et poursuit son enquête sur la scène de crime.
Le jeudi 16 juin 1994, Nicole Brown Simpson et Ronald Goldman sont enterrés lors de deux cérémonies de funérailles différentes. La cérémonie de Nicole Brown a lieu à l'église catholique de St. Martin of Tours à Brentwood. O. J. Simpson assiste aux funérailles de son ancienne épouse avec leurs deux enfants, Justin et Sydney, à ses côtés, après être arrivé dans une limousine blanche, entouré de gardes de sécurité privés. Pendant la cérémonie, l'ancien joueur de football américain pleure, tandis que la famille de Nicole Brown lit des poèmes. Près de 200 journalistes et cadreurs sont présents pour couvrir l'événement. La procession file alors jusqu'au cimetière Ascension de Lake Forest. Après les funérailles, Simpson trompe les journalistes en faisant croire qu'il retourne à son domicile à Rockingham. Conçu par le sergent de police Dennis Sebernick, en repos, le stratagème implique qu'Al Cowlings et O. J. Simpson échangent leurs vêtements et que Cowlings coure vers la maison de Rockingham la tête couverte, faisant penser qu'il s'agit de Simpson. De son côté, O. J. part jusqu'au domicile de Robert Kardashian dans le quartier d'Encino, où il retrouve sa compagne Paula Barbieri.
La cérémonie rendant hommage à Ron Goldman a lieu à Westlake Village, au nord de Los Angeles, dans l'intimité. Sa sœur lui rend hommage en disant : « Je ne sais pas si je t'ai jamais dit à quel point je suis fière de l'homme que tu es devenu ».

### Course-poursuite en voiture et arrestation

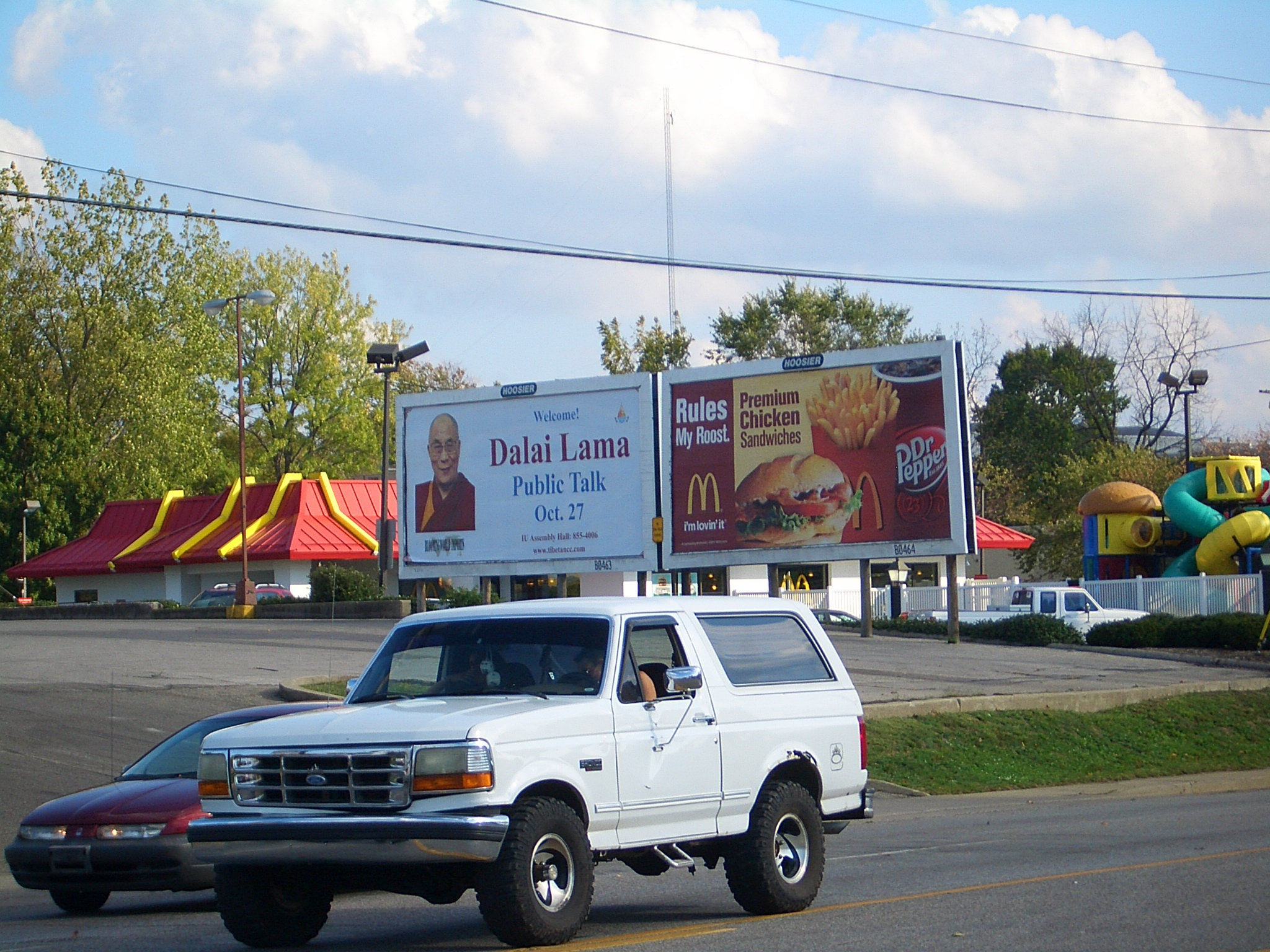
Une Ford Bronco blanche de cinquième génération, identique à celle conduite par Al Cowlings le 17 juin 1994.

Au matin du 17 juin, O. J. Simpson est au domicile de Robert Kardashian, où Robert Shapiro prépare sa défense en le faisant examiner par des spécialistes médicaux. De nombreuses personnes sont présentes dans la maison, à quelques heures de son arrestation. Face au soupçon de meurtre, ses avocats l'ont convaincu de se rendre à la police de Los Angeles à 11 h. Plus d'un millier de journalistes attendent l'arrivée d'O. J. Simpson dans les locaux de la police. Les examens médicaux traînent pendant que Shapiro négocie au téléphone un délai avec les policiers. La police, qui a prévu une conférence de presse à midi, doit l'annuler. Shapiro est obligé de donner l'adresse du domicile où se trouve Simpson et la police envoie un véhicule. Peu avant l'arrivée des policiers au domicile, O. J. Simpson fuit à bord d'une Ford Bronco 1993 blanche avec son ami d'enfance Al Cowlings,.
À 13 h 53, le commandant de police David Gascon tient une conférence de presse et annonce : « M. Simpson ne s'est pas présenté. La police de Los Angeles recherche activement M. Simpson à l'heure actuelle. [...] M. Simpson est dans la nature quelque part et nous allons le trouver. », Une heure plus tard, c'est au tour du procureur Gil Garcetti d'intervenir et d'annoncer qu'O. J. Simpson est un « fugitif » et que quiconque « aiderait Simpson dans sa fuite de quelque manière que ce soit commettrait un crime ». Inquiet de voir sa relation avec la police se détériorer par cette affaire, Robert Shapiro tient à son tour une conférence de presse à 17 h lors de laquelle il demande à Simpson de se rendre immédiatement à la police. Il introduit ensuite Robert Kardashian, ami de Simpson, qui lit une lettre écrite deux jours auparavant,. Dans cette lettre, Simpson dit : « D'abord, vous devez comprendre que je n'ai rien à voir avec le meurtre de Nicole. [...] Ne soyez pas désolés pour moi. J'ai eu une belle vie, de bons amis. Merci de penser au vrai O. J. et non à cette personne perdue. »,,, Plusieurs journalistes pensent qu'il peut s'agir d'une lettre de suicide et se joignent à la recherche d'O. J. Simpson.
La police émet un avis de recherche national pour Simpson et Cowlings, qu'elle diffuse également aux services des frontières terrestres et aériennes. À 18 h 25, Chris Thomas et sa compagne Kathy Ferrigno aperçoivent Simpson sur l'Interstate 5, route menant au Mexique. Les fugitifs ne filent pas au Mexique mais vers la tombe de Nicole Brown Simpson. Lorsqu'ils arrivent au cimetière, celui-ci est déjà entouré par de nombreux policiers, les obligeant à faire demi-tour. À 18 h 45, le shérif du comté d'Orange Larry Pool repère la Ford Bronco blanche sur l'autoroute 405 en direction du nord,. Al Cowlings est au volant et Simpson se tient à l'arrière. Le policier demande à Cowlings d'arrêter le véhicule, mais celui-ci répond qu'il n'en est pas question et hurle qu'O. J. tient un pistolet .357 Magnum braqué sur sa tête et menace de se suicider,,. Cowlings appelle alors le 911 et s'énerve contre son interlocuteur téléphonique : « Mon nom est AC. Vous savez qui je suis, nom de Dieu ! » Poursuivi dans un premier temps pour son implication dans l'affaire, Cowlings sera relâché contre la promesse de comparaître et une caution de 250 000 dollars. Le policier laisse la voiture filer à basse vitesse, se contentant de la poursuivre à distance. Bientôt, de nombreux véhicules de police se joignent à la poursuite, l'autoroute est fermée et les véhicules déjà présents sont incités à se garer sur le bas-côté.

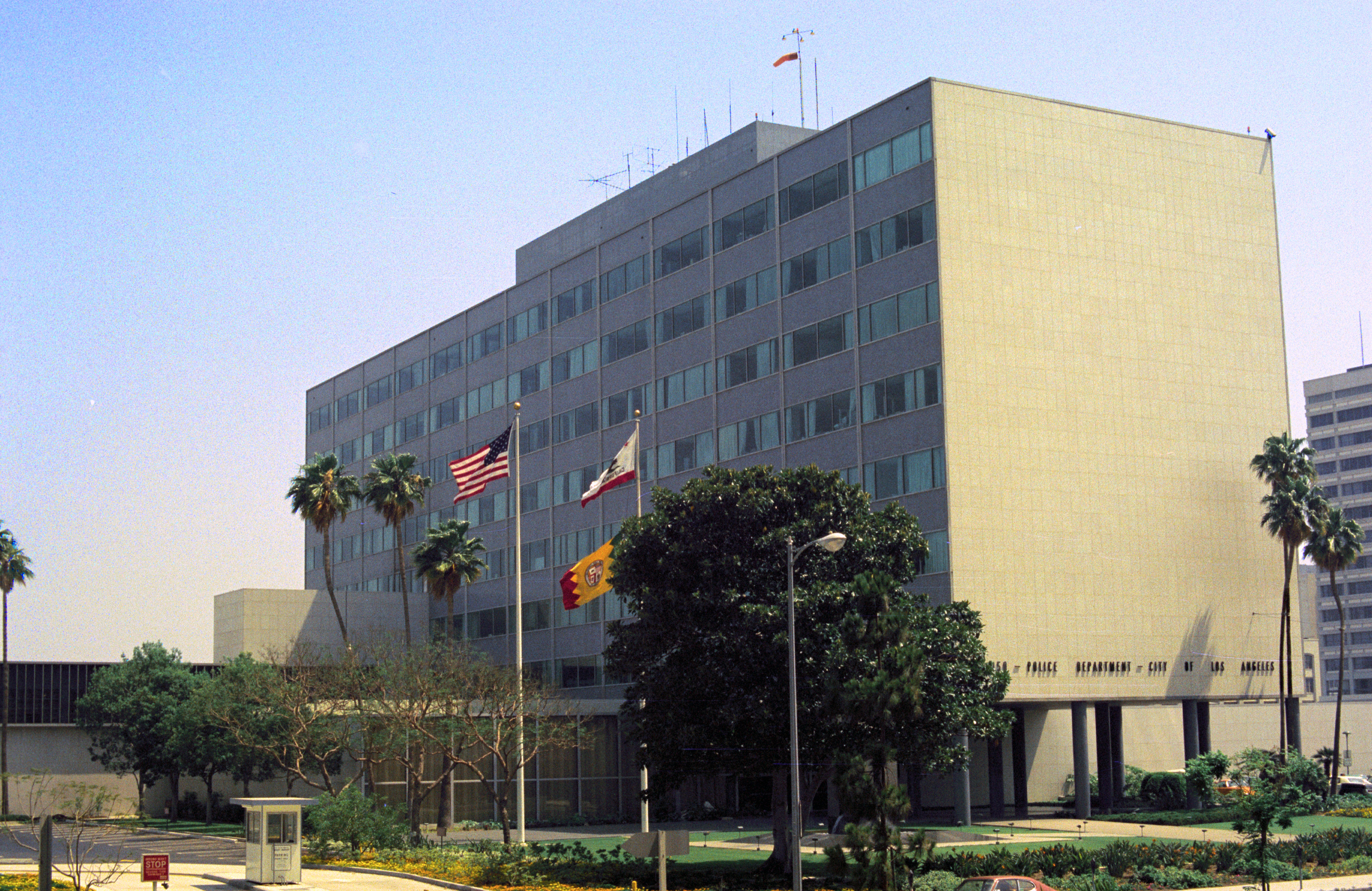
Le Parker Center est le quartier général de la police de Los Angeles dans lequel est emmené O. J. Simpson après son arrestation.

La course-poursuite est d'abord filmée par l'hélicoptère de la chaîne KCBS puis relayée par une douzaine d'agences de presse qui suivent la tentative de fuite. Plus de 40 chaînes de télévision interrompent leur programme pour retransmettre en direct l'événement. La chaîne NBC interrompt le cinquième match des finales NBA entre les Knicks de New York et les Rockets de Houston pour diffuser la course-poursuite. Environ 95 millions de téléspectateurs suivent la course-poursuite à la télévision,,. Des centaines d'anonymes se massent autour de la route et de son domicile pour encourager O. J. dans sa fuite en scandant des slogans pour l'encourager lors de sa traversée de Los Angeles,,.
Averti par Cowlings de la destination, une équipe de 27 hommes du SWAT se met en place au domicile d'O. J. Simpson à Rockingham,. Les policiers sortent de la maison tous les proches d'O. J. Simpson, hormis son fils Jason Simpson, Robert Kardashian et Roger Sandler, photographe pour les magazines Time et Life. Peu avant 20 h, la Bronco blanche s'arrête dans l'allée de la villa de Rockingham,. Dès que le véhicule s'arrête, Jason hurle sur Cowlings qui lui répond sur le même ton. Les policiers écartent Jason qui retourne dans la maison alors que Cowlings crie aux policiers de reculer. L'équipe d'intervention de la police de Los Angeles négocie avec O. J. par téléphone. À 20 h 53, Simpson sort du véhicule, des photos de famille à la main, entre dans sa maison et s'écroule dans les bras des policiers en disant « Je suis désolé les gars ». La police le laisse utiliser sa salle de bain, appeler sa mère et boire un verre de jus de fruit avant de l'amener au poste. Les détectives trouvent 8 750 dollars dans les poches d'Al Cowlings. À l'intérieur du véhicule, ils trouvent un sac de voyage avec le passeport d'O. J. et un sac plastique contenant une fausse moustache, une fausse barbe et un revolver .357 Magnum chargé, enregistré au nom du policier Earl Paysinger, un ami qui a assuré la sécurité de l'ancien joueur quelques années auparavant. Escorté par dix-huit véhicules de police, O. J. Simpson est transporté jusqu'au Parker Center, le quartier général de la police, puis jusqu'à la prison du comté de Los Angeles où il est placé en surveillance particulière du fait du risque de suicide,,.

## En amont du procès

### Audiences préliminaires
Le lundi 20 juin, O. J. Simpson, aidé par son avocat Robert Shapiro, plaide non coupable devant la juge Patti Jo McKay pour les deux accusations de meurtres,. Insatisfait de son premier plaidoyer, Robert Shapiro demande à le refaire, ce que la juge accepte. Simpson semble hébété et hagard, Shapiro expliquant qu'il est déprimé, extrêmement émotif et sous médicaments. L'accusation ajoute une clause de « circonstances spéciales », considérant que le crime est particulièrement odieux, avec pour conséquence que l'accusé risque la peine de mort. La défense demande à avoir accès à toutes les preuves de l'affaire, ce que Marcia Clark, procureur désormais chargé de l'affaire, accepte. Shapiro demande également un procès rapide afin de prendre de vitesse l'accusation, ce que la juge accepte, fixant alors l'audience préliminaire dix jours plus tard, le 30 juin,. À la suite de cette audience, le bureau du procureur et la défense de Simpson tiennent tour à tour des conférences de presse. Pour la première fois, le public découvre Marcia Clark, qui se démarque par sa franchise. Lorsqu'un journaliste demande pourquoi seul O. J. Simpson est accusé, elle réplique que « M. Simpson est le seul accusé parce qu'il est le seul meurtrier »,,,,.
Dans le même temps, Marcia Clark développe son acte d'accusation avec le grand jury. Sans le juge et sans la présence de la défense, elle présente l'intégralité des éléments en sa possession et rencontre les témoins les plus importants du dossier les uns après les autres. L'un des témoins, Jill Shively, déclare avoir eu une altercation avec O. J. Simpson après avoir évité un accident de voiture avec lui au croisement de San Vicente Boulevard et de Bundy Drive vers 23 h le jour du meurtre. Shively vend son histoire contre 5 000 dollars à l'émission Hard Copy (en) avant son passage à la barre, discréditant sa parole. Marcia Clark demande que son témoignage ne soit pas retenu, considérant qu'elle a suffisamment d'autres témoins disponibles.
Le 22 juin, le bureau du procureur laisse fuiter dans la presse l'enregistrement d'un appel de Nicole Brown au 911 du 25 octobre 1993 dans lequel elle demande, d'une voix tremblotante : « Pouvez-vous envoyer quelqu'un ici ? Il est de retour. S'il vous plaît. C'est O. J. Simpson. Je pense que vous avez son casier. » La défense, profitant de cette erreur, demande que le grand jury soit écarté, considérant qu'il est influencé par l'emballage médiatique autour de cette affaire. La juge Cecil J. Mills donne raison à la défense.
L'audience préliminaire a lieu le 30 juin 1994 à 9 h 10 et est présidée par la juge Kathleen Kennedy-Powell. Publique, elle est diffusée sur les principales chaînes de télévision du pays. Le bureau du procureur souhaite donner la meilleure impression au public et ne se limite pas aux preuves nécessaires pour ouvrir un procès pénal. Il souhaite également influencer les jurés potentiels en montrant la force de son acte d'accusation. L'accusation demande un échantillon de cheveux de l'accusé afin de les comparer avec les cheveux retrouvés sur la scène de crime,. L'avocat de Simpson, Robert Shapiro, négocie le nombre de cheveux et indique que seulement un à trois cheveux suffisent. L'accusation en demande une centaine et les obtient. Marcia Clark montre l'influence des tabloïds et de l'argent proposé aux témoins. Elle fait témoigner l'inspecteur Vannatter et est ébranlée par la défense qui met en évidence plusieurs inexactitudes, concernant l'arme du crime, le voyage à Chicago qu'elle croit impromptu, la présomption que la tache sur la Ford Bronco soit du sang sans test positif[pas clair], ou encore l'emploi du temps incertain des policiers qui se déplacent à quatre pour alerter O. J. Simpson alors qu'un policier, Mark Fuhrman, a déjà commencé son enquête sur la scène de crime. La défense tente d'écarter les preuves accumulées par la police au domicile d'O. J. dans la mesure où ces policiers sont entrés sans mandat et, selon Robert Shapiro, sans le motif d'urgence nécessaire. La juge accepte les preuves, mais autorise la défense à déposer une motion de suppression de celles-ci lors du procès pénal.
Le 8 juillet, la juge Kennedy-Powell rend son jugement : « La cour a attentivement étudié les preuves de cette affaire et les arguments de l'avocat. Il y a suffisamment de raisons de croire l'accusé coupable. »

### Exclusion de la peine de mort
Le procureur Gil Garcetti doit prendre la décision de demander ou non la peine de mort pour O. J. Simpson,. Les experts judiciaires pensent que Simpson n'est pas candidat à la peine capitale car il n'a pas un casier judiciaire chargé et que le meurtre de l'épouse n'entraîne généralement pas cette peine. Le 9 septembre 1994, après une longue durée de réflexion, Gil Garcetti annonce écarter la peine de mort et demander une peine de prison à vie sans possibilité de libération,.

### Choix du tribunal et sélection des jurés
Peu après l'arrestation d'O. J. Simpson, le procureur du district Gil Garcetti annonce aux journalistes que le procès se déroulera dans le centre-ville de Los Angeles et non dans le quartier de Santa Monica, souhaitant ainsi susciter une meilleure perception de justice et de rendre le verdict plus crédible. En effet les différences sociologiques sont importantes entre les deux quartiers et le procureur ne souhaite pas réveiller les relents du cas Rodney King,. Même s'il l'évoque comme un choix, le procureur n'a cependant pas d'autre choix que de faire juger l'affaire au centre-ville,,.
Pour préparer la sélection du jury, Robert Shapiro recrute la consultante Jo-Ellan Dimitrius afin de mener les enquêtes nécessaires. L'accusation fait appel au consultant Donald Vinson, qui a créé l'entreprise DecisionQuest et dont Gil Garcetti apprécie le travail, qui mène des enquêtes avec des faux jurys à partir des images des audiences préliminaires et de débats passionnés,,. Rapidement, Marcia Clark, Bill Hodgman et Gil Garcetti se voient exposer les divisions raciales : les Blancs pensent l'accusé coupable et les Noirs penchent pour l'acquittement,. Marcia Clark n'est pas convaincue par ces enquêtes et pense pouvoir convaincre un jury de femmes afro-américaines en mettant l'accent sur les violences domestiques subies par Nicole Brown Simpson. Le conseiller du bureau du procureur sur la sélection du jury, Terry White, homme afro-américain, conforte Clark dans son choix. La suite de l'enquête ne lui est pas plus favorable ; les Afro-américaines décrivent Robert Shapiro comme « élégant » et « intelligent » alors que Marcia Clark est insultée,. Clark décide de ne pas s'appuyer sur les enquêtes et de suivre son instinct.
Le 26 septembre 1994, le juge Lance Ito convoque plus de 900 individus au tribunal afin de constituer le jury du procès composé de 12 jurés et 12 suppléants. Le juge constitue un panel particulièrement important en prévision d'une longue bataille entre avocats pour choisir les jurés. Les individus convoqués habitent dans un rayon de 20 miles autour du palais de justice. Ils remplissent un premier questionnaire avec des informations générales comme l'ethnie ou l'éducation reçue. L'accusation a demandé que le jury soit isolé pendant la durée du procès afin de ne pas être influencé par les évènements médiatiques. De nombreux jurés potentiels refusent de faire partie d'un jury isolé à cause de la durée potentielle du procès. Le comté de Los Angeles ne dédommage qu'à hauteur de cinq dollars par jour de procès les membres du jury et une majorité des entreprises qui emploient les jurés potentiels n'acceptent de payer leurs salaires que pour une durée limitée. Le juge accepte que les candidats se désistent de leur propre initiative. Après une première étape de sélection de quatre jours afin d'écarter de potentiels conflits personnels avec l'affaire, le groupe de jurés potentiels est réduit à 304 citoyens,.
Le juge leur remet alors un questionnaire de quatre-vingts pages comportant 294 questions, des questions plus précises que précédemment, auxquelles il faut répondre en développant comme « Avez-vous déjà demandé un autographe à une célébrité ? », « Que pensez-vous être la principale cause des violences domestiques ? » ou « Avez-vous déjà été en couple avec une personne d'une race différente ? ». Pendant dix jours, les deux parties étudient les réponses des candidats,. Le 12 octobre, les interrogatoires individuels des jurés potentiels commencent au tribunal du juge Ito, devant les autres candidats réunis dans la salle, après que la demande de huis clos de l'accusation a été rejetée,. Le juge laisse les avocats poser les questions plutôt que de mener lui-même les interrogatoires,. Chaque partie dispose de vingt droits de révoquer un juré potentiel sans donner de raison précise,,. Le juge demande aux candidats d'arrêter de regarder la télévision, avertissant qu'il révoquera quiconque désobéit à cette consigne. Pendant cette phase de sélection, la défense, notamment par le biais de Johnnie Cochran Jr, récemment intégré à l'équipe d'avocats d'O. J. Simpson, fait en sorte de rendre difficile à l'accusation la récusation des jurés noirs en mentionnant qu'il est illégal de renvoyer un juré pour des raisons ethniques et en médiatisant l'idée que l'accusation cible les jurés noirs.
Finalement, parmi les 24 jurés sélectionnés, quinze sont afro-américains, six sont blancs et trois sont hispaniques,. Des douze jurés qui décident de l'issue du procès, tous sont démocrates, deux ont un diplôme universitaire, aucun ne lit le journal quotidiennement, cinq estiment que la violence sur un membre de sa famille est acceptable et neuf pensent qu'O. J. Simpson est moins susceptible d'avoir commis le crime du fait qu'il a excellé comme joueur de football américain. Marcia Clark est néanmoins satisfaite que huit femmes afro-américaines fassent partie du jury final, avec deux femmes blanches, un homme afro-américain et un homme hispanique,.

## Acteurs de l'affaire

### Un accusé-vedette à la notoriété internationale

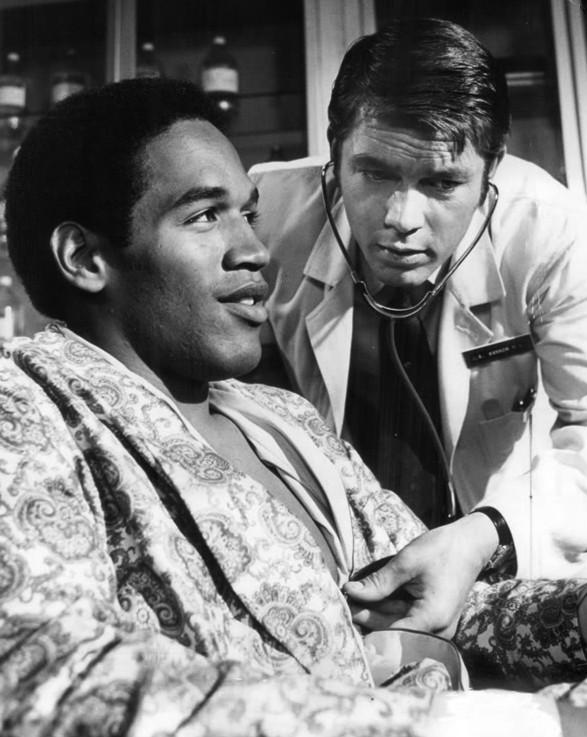
O. J. Simpson, ancien joueur de football américain, acteur et commentateur sportif, est le seul accusé du double meurtre.

Ancien joueur de football américain, meilleur running back de la National Football League (NFL) dans les années 1970, Simpson est l'un des sportifs afro-américains les plus populaires aux États-Unis d'Amérique. Après neuf saisons sous les couleurs des Bills de Buffalo, il y est considéré comme un héros. Son charisme et son talent extraordinaires l'ont propulsé en tant que célébrité nationale. Après la fin de sa carrière sportive, Simpson s'est reconverti en commentateur sportif et acteur à Hollywood. Il est apparu dans des films et des publicités à grand budget, renforçant encore sa notoriété et faisant de lui une vedette internationale. Dans les jours suivant le double meurtre, l'image parfaite du sportif ayant tout réussi dans la vie a été écornée par des révélations sur sa relation avec son ancienne épouse et en particulier les violences conjugales qui ont nécessité l'hospitalisation de Nicole Brown le 1er janvier 1989. Connu sous son surnom The Juice, il a toujours eu une bonne relation avec son voisinage et la police.
Emprisonné dès le 17 juin 1994, Simpson signe des cartes de collection dans sa cellule.

### L'équipe d'accusation menée par Marcia Clark
Le directeur de l'unité des procureurs spéciaux de Los Angeles, David Conn, propose l'affaire à la procureure Marcia Clark. Concentrée au maximum sur son travail, Clark est accusée d'être une mère négligente. Dure et stricte, elle renvoie une image d'intransigeance. Alors qu'elle est en instance de divorce, ses déboires conjugaux sont exposés en détail dans la presse. L'enquête sur la garde de ses enfants estime que « la plupart des soirs, elle n'arrive à la maison qu'à 22 heures et, une fois à la maison, elle continue de travailler ». Ses changements de coiffure et d'allure sont également chroniqués,, l'objectif présumé étant de la rendre plus jeune, fraîche et moins ennuyeuse auprès des jurés. Figure de l'accusation, Marcia Clark ne connait pas O. J. Simpson avant l'affaire, ni en tant que sportif, ni en tant qu'acteur.

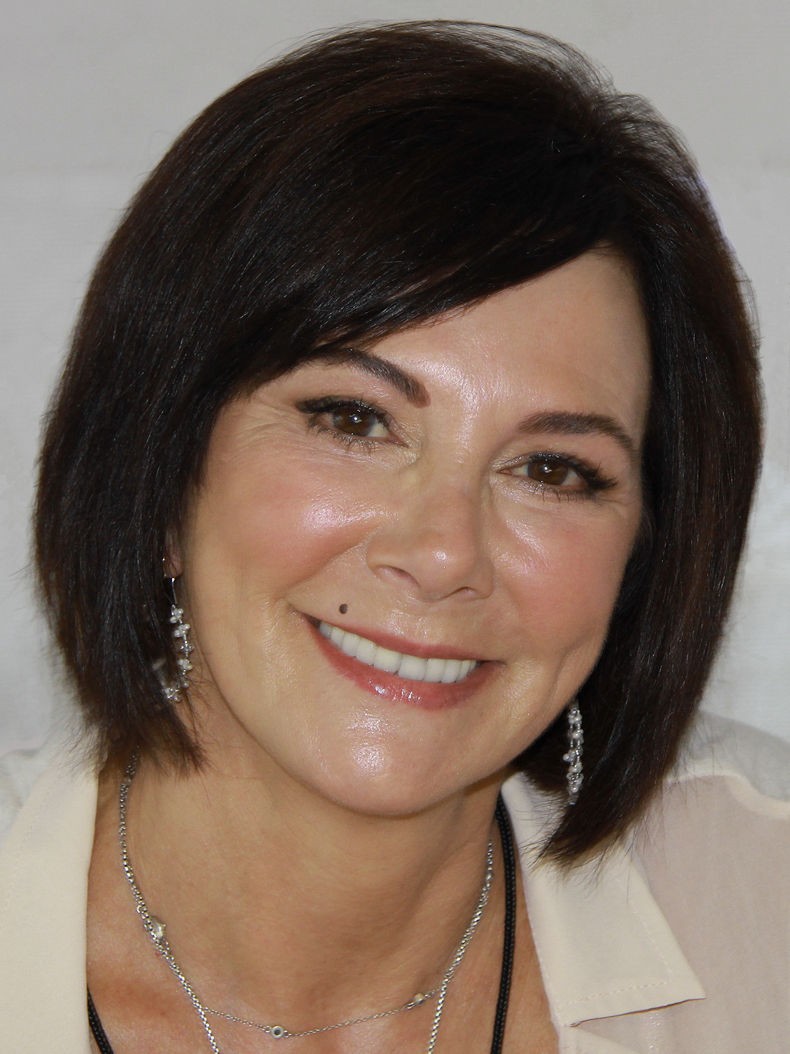
Marcia Clark en 2011.

Le procureur du district, Gil Garcetti, accepte que Marcia Clark soit chargée du dossier mais souhaite qu'elle soit accompagnée d'un autre procureur. Selon le récit ultérieur de Clark, elle propose alors l'affaire à Bill Hodgman, directeur des opérations centrales, qui accepte, et Garcetti valide ce choix. Toutefois, d'autres sources indiquent que Garcetti lui a imposé Hodgman, qui est l'un des procureurs les plus expérimentés du bureau, et d'un tempérament calme, opposé à celui de Clark. Clark et Hodgman se divisent le travail : la première prépare les témoins et le second se concentre sur les preuves scientifiques. Garcetti recrute également deux des meilleurs procureurs de l'État dans le domaine de l'expertise ADN, Rockne Harmon et Woody Clarke, afin de présenter les preuves ADN. Lisa Kahn, experte de l'analyse ADN, ainsi que Scott Gordon et Lydia Bodin, experts dans le domaine des violences domestiques, font également partie de l'équipe du bureau du procureur.
En décembre 1994, Christopher Darden rejoint l'accusation. Dans un premier temps, Darden mène l'accusation contre Al Cowlings pour son implication dans la course-poursuite du 17 juin. Faute de preuve, aucune charge n'est retenue contre Cowlings et Clark demande à Darden de rejoindre son équipe d'accusation pour le procès de Simpson. Avant même son entrée dans le procès, Christophen Darden est chahuté par la défense qui souhaite l'écarter en arguant que les accusations portées contre Cowlings n'ont servi qu'à chercher de nouvelles preuves contre Simpson. Il intègre néanmoins l'équipe d'accusation à quelques jours du début du procès. Afro-américain, il est un atout pour contrebalancer le charisme de l'avocat de la défense Johnnie Cochran Jr.
Le 25 janvier 1995, Bill Hodgman a une sensation étrange dans la poitrine lors d'une réunion entre procureurs et doit être transporté à l'hôpital. Après quelques jours de repos chez lui, Hodgman retourne au bureau du procureur mais n'occupe plus qu'un poste de superviseur sur l'affaire, laissant Clark et Darden plaider l'affaire seuls devant la cour.

### «L'équipe de rêve» de la défense
Howard L. Weitzman est l'avocat historique d'O. J. Simpson depuis les poursuites judiciaires pour violences conjugales du 1er janvier 1989. Weitzman est fortement contesté pour avoir laissé son client parler avec la police de son propre fait, alors que cela est rarement favorable à la défense. Roger King, directeur de l'entreprise King World Productions (en) qui produit les émissions Oprah et Wheel of Fortune, conseille à O. J. Simpson de changer d'avocat. Quelques heures après l'interrogatoire de trois heures de Simpson avec la police le 13 juin 1994, Weitzman abandonne l'affaire.
Roger King contacte Robert Shapiro qui accepte immédiatement l'affaire, bien qu'il ne connaisse pas bien O. J. Simpson,. Shapiro est un brillant avocat de Los Angeles, ami des stars et familier d'Hollywood. Il compte parmi ses clients des célébrités telles que Jack Nicholson, Rod Stewart et Johnny Carson. Il est néanmoins peu familier des procédures pénales, sa spécialité étant de négocier un accord avant que la cause ne soit plaidée devant un jury, comme il l'a fait en 1990 pour le fils de Marlon Brando,. Shapiro contacte son ami F. Lee Bailey, parrain de son fils aîné, l'un des meilleurs spécialistes des procès criminels et spécialiste des détecteurs de mensonges, pour qu'il se joigne à lui,. Ensemble, ils font passer Simpson au détecteur de mensonge et le résultat est catastrophique. Imaginant pouvoir plaider la folie, Shapiro demande au psychiatre Saul Fearstein d'examiner Simpson le 15 juin et de lui prescrire un traitement. Le même jour, il demande à Robert Huizenga de photographier l'intégralité du corps de Simpson afin de démontrer l'absence de blessure majeure, ce qui contrasterait avec la violence de la scène de crime. Shapiro débauche également le Dr Henry Lee, chef de la police scientifique de l'État du Connecticut, et le Dr Michael Baden, ancien médecin légiste en chef de New York,. Lee Bailey recrute des détectives privés : Pat McKenna pour trouver des éléments à Chicago où Simpson a passé la nuit le soir du meurtre ; John McNally pour étudier des éléments du dossier ; et Howard Harris, un spécialiste des bases de données, pour numériser tous les dossiers de l'affaire.

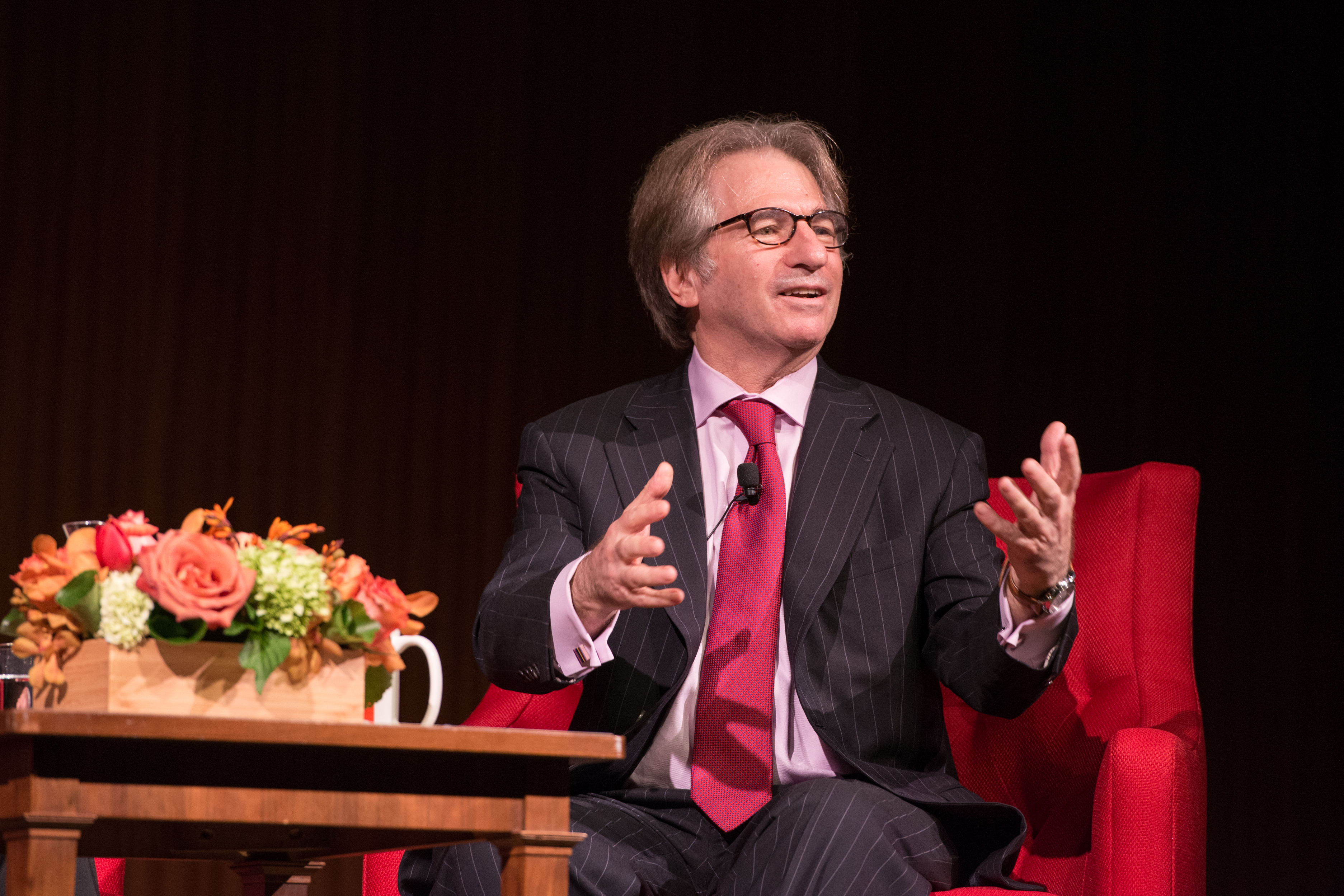
Barry Scheck en 2014.

Shapiro complète ses lacunes avec des experts dans tous les domaines. Pour contrer les arguments liés à l'utilisation de l'ADN, la défense recrute deux spécialistes : le professeur de droit de l'université Yeshiva Barry Scheck et l'avocat de New York Peter Neufeld. Le Dr William C. Thompson, avocat et critique des analyses ADN, travaille également comme consultant pour la défense. L'équipe est également renforcée par le lauréat du prix Nobel de chimie Kary Mullis,. Shapiro souhaite également recruter Alan Dershowitz, prestigieux professeur qui signe de lucratifs contrats pour des conférences et des ouvrages, pour qu'il l'assiste mais également pour limiter ses commentaires négatifs dans les médias.
En juillet 1994, la défense de Shapiro consiste à discréditer le principal témoin de l'accusation, Mark Fuhrman, et à développer la théorie selon laquelle le policier aurait piégé O. J. Simpson. Pour ce faire, Shapiro a recruté l'ancien membre de la police des polices de Los Angeles Zvonko Pavelic afin qu'il enquête sur les policiers. Pavelic lui remonte le lourd dossier de Furhman, accusé de racisme en 1988, qui a demandé une pension et souhaité quitter la police en 1981, car ne se sentant plus apte à exercer son métier. Pendant l'été, des tensions entre Pavelic et les détectives de Bailey grandissent : le premier développe des théories sur le « vrai tueur » alors que ces derniers souhaitent enquêter et détruire point par point l'acte d'accusation.

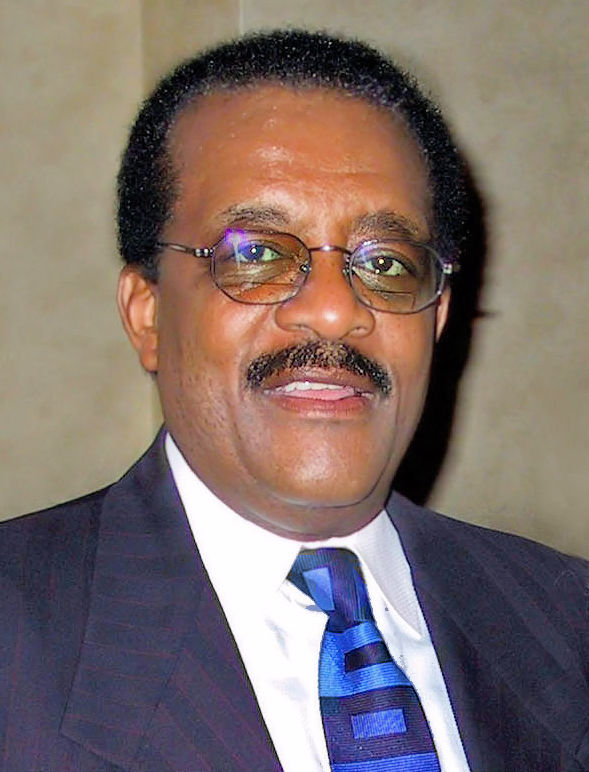
Johnnie Cochran Jr en 2001.

Avant le début du procès pénal, Shapiro est poussé par l'entourage de Simpson à ajouter un membre à son équipe et propose trois options à son client : le duo Leslie Abramson et Gerald Chaleff, Johnnie Cochran Jr, ou Gerry Spence,. O. J. souhaite Spence, qui n'a jamais perdu un procès pénal, mais celui-ci ne veut pas être assistant de Shapiro et veut mener la défense. Le 18 juillet 1994, Johnnie Cochran Jr, plus grand avocat noir de Los Angeles, rejoint l'équipe de défense de Simpson, bien que celui-ci ne souhaite pas être attaché à la lutte raciale. Lors du retrait de Weitzman, au début de l'affaire, le nom de Cochran a déjà circulé mais ce dernier a alors indiqué que Simpson était un ami et qu'il serait difficile de défendre un ami. Après la sélection des jurés, Cochran passe de longs moments avec Simpson en prison jusqu'au début du procès, alors que Shapiro n'aime pas s'y rendre. Alors que les évènements semblent tourner en leur faveur, Shapiro propose de plaider coupable et de négocier un accord. En décembre 1994, il multiplie les actions étranges : il offre une bouteille d'eau de Cologne à tous les journalistes suivant l'affaire, puis il part en vacances en famille à Hawaii sous un pseudonyme. Alors qu'il est à Hawaii, Shapiro annonce à Bailey qu'il est bénévole sur le dossier[pas clair]. Coupé de son principal allié, Shapiro est en difficulté, surtout lorsque l'histoire de ses vacances à Hawaii en première classe sortent dans le journal Daily News le 4 janvier 1995, le tout sourcé et fuité par le détective McNally, entre-temps exclus de l'équipe. Shapiro répond dans la presse en s'en prenant directement à son confrère Bailey. Pour résoudre le conflit entre ses avocats, O. J. Simpson les réunit dans la prison le 18 janvier : Cochran supplante Shapiro et devient l'avocat principal de l'affaire,. Cochran est assisté par Carl E. Douglas qui travaille les détails du dossier et coordonne la défense.
Finalement, l'équipe de défense réunie autour de Simpson est la plus prestigieuse jamais rassemblée par un homme accusé de meurtre, elle est baptisée la « Dream Team » par les journalistes, en référence à l'équipe de basket-ball des États-Unis aux Jeux olympiques d'été de 1992. Elle compte une dizaine d'avocats parmi les meilleurs des États-Unis dans leurs spécialités respectives. Cette équipe de haut vol est particulièrement coûteuse : plus de 6 millions de dollars en frais d'avocats pour le seul procès pénal. À lui seul, Shapiro a négocié un salaire d'1,2 million de dollars mais Simpson baisse ses honoraires lorsqu'il n'est plus l'avocat principal, ne le payant que 700 000 dollars hors frais.
Les divisions dans la défense de Simpson sont rendues publiques, Shapiro critiquant son collègue Cochran d'avoir « bassement truqué le jeu ».

### Un jury sous pression
Le procès traîne en longueur et, séquestrés dès janvier 1995, les jurés doivent endurer un isolement prolongé. Hormis quelques sorties collectives, l'une sur un ballon dirigeable ou une autre en bateau sur l'île Santa Catalina par exemple, les jurés sont cantonnés à l'hôtel Intercontinental et à la cour de justice. Ils ont interdiction de lire ou regarder quoi que ce soit ayant trait au procès et même d'en parler entre eux. Leurs chambres n'ont ni téléphone, ni téléviseur, et les appels téléphoniques sont centralisés par les policiers surveillants dans une pièce dédiée. Les jurés ont possibilité de regarder des films dans deux salles vidéo désignées « Cinéma 1 » et « Cinéma 2 » par le juge Lance Ito. Les films sont un sujet de disputes entre jurés, tant sur le choix de ceux-ci que sur la possibilité de parler ou non pendant que le groupe les regarde. Ils prennent leurs repas ensemble. Une fois par semaine, les jurés ont le droit à une visite avec leur époux, épouse, ou un de leurs proches, entre 19 h et minuit. Chaque soir, à 23 h, chaque juré doit rendre la clef de sa chambre aux policiers qui les surveillent en permanence afin de garantir qu'ils n'aillent pas dans la chambre d'un autre juré pendant la nuit.
Des tensions se développent rapidement au sein du jury. Dès le 7 février, l'une des deux jurées afro-américaines, Jeanette Harris, se plaint d'un incident lors d'une sortie aux centres commerciaux Ross et Target, indiquant que les jurés blancs ont eu une demi-heure supplémentaire dans le magasin Ross. Elle indique également que les jurés sont divisés en deux tables à la cantine, l'une occupée par les afro-américains et l'une occupée par les autres. Elle désigne Catherine Murdoch comme l'instigatrice, ce que celle-ci dément. Cette dernière est récusée du jury ce même 7 février, car elle partage avec Simpson le même médecin spécialiste de l'arthrite, qui a été listé comme témoin par la défense,. Dans ces premières semaines sous tension, plusieurs jurés craquent, d'autres sont expulsés. L'un des jurés est renvoyé lorsqu'il est découvert qu'il a caché avoir fait l'objet d'accusations de violences conjugales, un autre parce qu'il a travaillé pour Hertz et a rencontré l'accusé à cette occasion. Michael Know est démis de son rôle de juré pour avoir fixé trop longtemps les photos au mur de la maison d'O. J. Simpson lors de la visite organisée (voir ci-dessous « Visite des lieux du crime »), et pour un comportement jugé inadéquat. Un homme est surpris en train d'écrire un livre sur l'affaire sur son ordinateur portable. En mars, le juge Ito reçoit une lettre anonyme suggérant que Jeanette Harris a été victime de violences conjugales qu'elle a cachées lors de son interrogatoire initial. L'accusation souhaite la démettre de son rôle tandis que la défense souhaite la garder ; le juge Ito décide de s'en séparer le 5 avril. Quelques heures après avoir été récusée, Harris se répand dans les médias : elle clame que le procès n'est pas juste pour l'accusé et qu'une partie des policiers chargés de la protection du jury contribuent à alimenter les divisions raciales entre les jurés,.
À la suite de cet incident majeur, le juge Ito rencontre les jurés individuellement dans son bureau en présence de l'accusation et de la défense. Si la majorité des jurés ne montrent aucune animosité, les deux hommes afro-américains, Willie Cravin et Lon Cryer, annoncent qu'ils sont traités comme des prisonniers par les policiers les encadrant. Répondant à ces accusations, le juge Ito décide de déplacer trois des policiers accusés. Dans la nuit du 20 avril, les jurés notent l'absence de ces policiers auxquels certains se sont attachés,. Le lendemain matin, treize jurés sortent de l'hôtel vêtus de noir — seuls Lon Cryer, Tracy Hampton et Sheila Woods ne suivent pas le mouvement — en signe de protestation. Pour calmer la situation, le juge annule l'audition de la journée et anticipe le week-end, utilisant la journée du vendredi pour expliquer aux jurés que les policiers n'ont pas été exclus mais seulement mutés. Le shérif de Los Angeles organise une conférence de presse, critiquant vivement la décision de Lance Ito. La tension redescend la semaine suivante lorsque le juge récuse Tracy Hampton après qu'elle a demandé une nouvelle fois de partir car elle n'en pouvait plus. Au lendemain, Hampton est emmenée à l'hôpital pour une crise d'anxiété,. Après avoir été récusée, Tracy Kennedy[Qui ?] tente de se suicider.
Le 25 mai, le juge appelle de nouveau les deux parties dans son bureau après avoir reçu une nouvelle lettre anonyme. L'auteur annonce être un réceptionniste de librairie ayant l'information qu'un des membres du jury, Francine Florio-Bunten, une femme blanche de 40 ans dont le mari est malade, a signé un contrat pour la publication future d'un livre intitulé Standing Alone: A Verdict for Nicole. De nouveau appelés tour à tour dans le bureau du juge, tous les jurés démentent être au courant. Yolanda Crawford, une Afro-Américaine de 25 ans, indique qu'elle pense que Farron Chavarria, hispanique de 29 ans, a enfreint les règles, communiquant avec Florio-Bunten en écrivant un message sur un journal. Les assistants du juge trouvent en effet un message : « Ils m'ont demandé si un juré écrivait un livre », sur un exemplaire du Wall Street Journal à l'hôtel. Chavarria avoue mais n'est pas récusée, contrairement à Florio-Bunten. Chavarria est cependant récusée à son tour quelques jours plus tard, le 5 juin, lorsqu'elle ne suit pas un ordre du juge[précision nécessaire]. Le même jour, le juge Ito récuse Willie Cravin à la suite de différentes plaintes reçues selon lesquelles il aurait intimidé d'autres jurés,.
Le 19 juillet, les jurés sont bouleversés lorsqu'ils apprennent le décès du policier Antranik Geuvjehizian, qui les a gardés jusque là au tribunal, tué dans une opération de police alors qu'il tentait d'arrêter un voleur. Les multiples départs sans adieux développent le sentiment de captivité. Alors qu'ils ne sont plus que quatorze, les jurés restants sont fatigués par la longueur des débats. La plus âgée des deux femmes blanches suggère au juge Ito qu'elle quittera le procès si aucune compensation financière substantielle n'est prévue pour les jurés. Au total, cinq suppléants deviennent jurés à part entière.

## Déroulement du procès pénal
Après plusieurs semaines de discussions sur les preuves admissibles et non admissibles,, le procès d'O. J. Simpson débute le 23 janvier 1995. Dans la petite salle d'audience du juge Lance Ito, qui ne compte que quatre rangs de bancs pour les spectateurs, les deux camps se font face de part et d'autre. D'un côté, derrière les procureurs, du côté du jury, les familles des victimes sont assises : la sœur de la seconde victime, Kim Goldman, est là tous les jours, tout comme sa belle-mère Patti et son père Fred Goldman deux fois par semaine. La famille Brown est moins présente ; la mère de Nicole — Juditha — est là le plus souvent, les trois sœurs Denise, Dominique et Tanya plus rarement. Derrière les familles des victimes, vingt-cinq sièges sont prévus pour les journalistes. Trois photographes sont présents en permanence ainsi que deux techniciens chargés de s'occuper des caméras retransmettant l'affaire. Du côté de la défense, les deux sœurs d'O. J., Carmelito Durio et Shirley Baker, ainsi que le mari de cette dernière, sont présents quotidiennement. Le juge Ito réserve quatre sièges pour ses amis et quelques sièges sont ouverts au public. Au total, une cinquantaine de personnes sont présentes dans la salle d'audience. Chaque siège est numéroté spécialement pour le procès et un badge est requis pour accéder à sa place.

### Présentation du cas de l'accusation
Le 24 janvier 1995, les procureurs commencent à présenter les preuves au jury et au public. L'accusation ne conclut son argumentation que le 6 juillet, après avoir appelé 58 témoins à la barre. À chaque témoignage, la défense a la possibilité de mener un contre-interrogatoire.
L'accusation développe le portrait double de l'ancien joueur de football américain vedette, souriant devant les caméras et violent dans l'intimité de son foyer. Le réquisitoire de l'accusation débute par la diffusion de l'appel de Nicole Simpson aux services d'urgences 911, dans lequel — d'une voix empreinte de terreur — elle déclare qu'O. J. Simpson est dans sa maison. Les procureurs édictent que la jalousie vis-à-vis de son ancienne épouse est le motif du double crime. Les procureurs dressent l'emploi du temps de l'accusé le soir du double crime, déterminent qu'il n'a aucun alibi et aurait eu le temps de commettre les crimes avant de s'envoler pour Chicago. L'accusation multiplie les preuves matérielles reliant l'accusé au double meurtre. L'élément central est constitué par les gants ensanglantés, dont l'un, le gauche, taché de sang, a été laissé sur la scène du crime, alors que le second a été retrouvé dans le jardin au domicile d'O. J. Simpson par le policier Mark Fuhrman. Les nombreuses taches de sang sur et dans la voiture de Simpson, à son domicile et sur le chemin sont testées et comparées à celui d'O. J. Simpson. Le résultat est positif, ce qui serait le cas pour seulement 0,43 % de la population. À cette faible probabilité, l'accusation ajoute les tests ADN qui correspondent également. Enfin, l'empreinte de chaussure laissée dans les taches de sang du double meurtre correspond à des chaussures italiennes de luxe, rares, de taille américaine 12 que le joueur aurait possédées.[réf. nécessaire]

#### Portrait de l'accusé
Dans son plaidoyer introductif, Christopher Darden présente un portrait double d'O. J. Simpson : son visage public et son visage privé. Il met en contradiction sa popularité et son sourire devant les caméras avec sa violence au domicile conjugal. Darden met en avant les violences conjugales, le harcèlement, l'abus physique et les humiliations publiques commis par O. J. Simpson à l'encontre de son ancienne épouse. Il développe l'entreprise de domination psychologique et de dépendance financière qu'il a menée sur Nicole Brown, lui faisant par exemple conduire une Porsche à l'âge de 19 ans. Il indique que Simpson n'a pas supporté qu'elle sorte récemment de son emprise et devienne indépendante. Le 31 janvier, l'accusation appelle à la barre son premier témoin, Sharyn Gilbert, opératrice afro-américaine qui a reçu l'appel téléphonique au 911 de Nicole Brown Simpson le 1er janvier 1989. Christopher Darden diffuse l'enregistrement de l'appel dans lequel Nicole Simpson lâche le téléphone et crie. Il appelle ensuite à la barre le policier dépêché sur place à cette occasion, John Edwards, qui poursuit le portrait d'un homme sujet à des accès de violence récurrents. Un autre policier, Ron Shipp, afro-américain, évoque la proximité entre Simpson et la police, qui protège son image de héros sportif.
L'accusation passe ensuite en revue l'incident du 25 octobre 1993 et fait témoigner les voisins de Nicole Brown, mais ceux-ci restent vagues. A contrario, le témoignage de la sœur de Nicole, Denise Brown, est poignant. Elle commence par raconter un incident survenu en 1977, mais Johnnie Cochran objecte et obtient gain de cause face aux arguments de Christopher Darden. L'accusation poursuit et Denise Brown tente d'enfoncer O. J. Simpson en multipliant les récits d'épisodes de violence,. La défense objecte encore et encore, fustigeant la manipulation effectuée par le procureur, qui tente de finir la journée sur un événement dramatique, demandant un ajournement alors que Denise Brown sanglote entre chaque réponse,. Le lendemain, Christopher Darden appelle de nouveau Denise Brown à la barre pour qu'elle revienne sur l'incident de 1989, et diffuse sur les écrans un portrait de Nicole Brown Simpson avec des ecchymoses, mais la photographie ne correspond pas et Darden est incapable de la dater. Malgré ces erreurs, le procureur poursuit son interrogatoire, et Denise Brown indique qu'O. J. appelait son ancienne épouse « grosse cochonne » alors qu'elle était enceinte. Pourtant, à la suite de la scène jouée la veille, les jurés semblent froids et sans réaction à l'exposé de ce portrait.

#### Visite des lieux du crime
Le 12 février 1995, le juge Lance Ito, les jurés et les avocats se déplacent dans les différents lieux de l'affaire, du domicile d'O. J. Simpson sur l'avenue Rockingham à la scène de crime sur Bundy Drive. Le jury étant isolé, le quartier est bouclé à chaque étape du parcours par un renfort de policiers. Le convoi de 14 véhicules, escorté par vingt policiers à moto et quatre hélicoptères, s'arrête d'abord au domicile de Simpson pendant trois heures. L'accusé, non menotté, semble en forme et détendu, pour son premier retour à son domicile depuis son arrestation. Ayant interdiction de parler entre eux, les jurés visitent la maison par groupes de quatre. Ils passent à travers la salle des trophées du joueur malgré les protestations du bureau du procureur mais ne voient pas la statue à taille réelle de Simpson, cachée avec l'accord du juge Ito. Pour l'occasion, l'équipe de la défense de Simpson a changé la décoration de la maison, ajoutant des photos de l'accusé avec sa mère et avec sa compagne ainsi qu'un dessin de ses enfants.
La tournée se poursuit ensuite dans l'appartement de Ronald Goldman puis dans le restaurant Mezzaluna dans lequel il travaillait. Les jurés visitent ensuite la scène de crime de Bundy Drive, de nouveau par groupe de quatre, alors que Simpson choisit de rester à l'écart dans son véhicule.

#### Témoignage de Mark Fuhrman

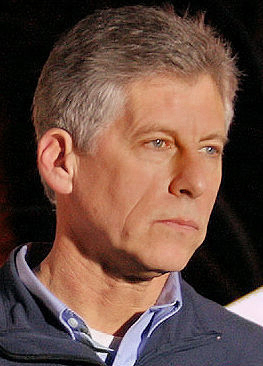
L'ancien inspecteur de police Mark Fuhrman en 2008.

Mark Fuhrman est un témoin clef de l'accusation puisqu'il est le policier qui a trouvé le deuxième gant ensanglanté dans le jardin d'O. J. Simpson, l'une des preuves les plus importantes de l'accusation. Il passe à la barre le 9 mars, après les policiers qui ont découvert la scène de crime, Robert Riske, Tom Lange et Philip Vannater. Interrogé par Marcia Clark, il confirme qu'il n'y avait qu'un seul gant sur la scène de crime, comme l'ont déclaré ses collègues avant lui, et exclut les hypothèses de la défense selon lesquelles il aurait contaminé la scène de crime.
Le contre-interrogatoire est mené par F. Lee Bailey qui attaque frontalement l'agent de police. Le contre interrogatoire a lieu du 13 au 15 mars. Bailey met Fuhrman devant ses contradictions. Pour bien comprendre ce contre-interrogatoire il faut rappeler que Fuhrman a été impliqué dans un appel de violence conjugale en 1985 au domicile des Simpson. De plus, il devait venir témoigner en 1989 contre OJ dans un procès pour un autre acte de violence conjugale dans lequel il plaida coupable. Le contre-interrogatoire est une suite de contradictions entre l'interrogatoire direct, ses rapports de police etc. Fuhrman apparaît très tôt comme quelqu'un qui ment tellement qu'il ne se rappelle plus de ses propres mensonges. Bailey arrive donc rapidement à insinuer que Fuhrman a manipulé la scène de crime. Le 13 mars 10-15 minutes avant la fin de la journée d'audience Bailey demande à Fuhrman s'il savait si du sang se trouvait dans le véhicule d'OJ (un Ford Bronco) lorsqu'ils allèrent chez OJ après la découverte du meurtre. Fuhrman répond que non. Le lendemain matin, en fin de matinée, Bailey reprend la déposition de Fuhrman faite en juillet et lit un passage ou Furhrman dit qu'il alla vérifier la limite sud de la propriété car Brian "kato" Kaelin avait entendu un fort bruit dans cette direction et qu'il y avait du sang dans (IN) le Bronco. Bailey repose donc la question "Saviez vous si du sang se trouvait dans la voiture ?" et il répond que non et qu'il n'est pas certain d'avoir utilisé le mot "dans" le Bronco. Vers 13h50, après la pause repas, Bailey revient encore sur cette contradiction et fait jouer l'enregistrement de la déposition ou l'on entend bien "IN THE BRONCO". Fuhrman indique avoir "Misspoken" lors de sa déposition. Donc il a menti pour les uns et s'est trompé pour les autres. Ceci plus le fait qu'il avait aussi "misspoken" lors de l'interrogatoire préliminaire avant le procès en indiquant qu'ils avaient vu "les" gants sur la scène de crime, la défense sème le doute sur la crédibilité de Fuhrman. Pour conclure la journée du 14 mars, Bailey demande à Fuhrman s'il a un intérêt financier par rapport à l'issue du procès. Fuhrman répond que oui car il pense déposer une action civile contre l'équipe de la défense et des médias pour diffamation. Pour cela il a engagé un avocat. De son point de vue, la défense vient de montrer que Fuhrman est plein de contradictions, il ment et a un intérêt financier à le faire.  
Puis la défense l'attaque sur son hostilité envers les Afro-Américains en s'appuyant sur un dossier de demande de pension en 1981 pour incapacité à exercer la fonction d'agent de police. Toujours plus agressif, le 15 mars, Bailey lui demande s'il est raciste et s'il a déjà utilisé le terme « nigger », pour désigner les personnes à la peau noire, ce que Fuhrman nie calmement,,. Le policier ne craque pas sous la pression et le contre-interrogatoire est un échec pour certains,, un cas d'école sur la manière de contre-interroger efficacement pour d'autres. Le 29 août la défense fait projeter un extrait video sans le jury où on entend Fuhrman utiliser le mot "nigger" alors qu'il sait qu'il est enregistré. Le 31 août après délibération le juge accepte que deux extraits soient montrés au jury. Le 5 Septembre le jury entend ces extraits. Le 6 septembre Fuhrman revient à la barre et refuse de répondre aux questions en invoquant le 5ème amendment. La défense demande que le témoignage de Fuhrman soit enlevé. Le juge accepte mais le procureur fait appel. Finalement la cour d'appel permet son utilisation le 8 septembre.
Fuhrman a un excellent passé dans la police et est tenu en haute estime par une majorité de ses collègues. Des collègues afro-américains parlent positivement et publiquement de son dévouement et de son professionnalisme. À l'issue du procès, Fuhrman rédige un livre sur l'affaire intitulé Murder In Brentwood, « Meurtre à Brentwood » en français, publié en 1997, qui se vend bien et dont il tire des revenus financiers conséquents.

#### Utilisation de l'ADN
Après un mois d'avril consacré uniquement à l'interrogation du criminaliste Dennis Fung et de son assistante Andrea Mazzola, dont les contre-interrogatoires par la défense sont fortement défavorables à l'accusation[réf. nécessaire], le procès se poursuit en mai par l'utilisation des preuves ADN. En 1995, l'utilisation de l'ADN dans la résolution d'enquêtes criminelles est encore à ses balbutiements. Pourtant l'ADN est au cœur de l'argumentaire de l'accusation qui s'appuie sur les analyses de police scientifique,. Du reste, la couverture médiatique de l'affaire contribue fortement à populariser l'apparition des analyses ADN en matière judiciaire, alors que le grand public est encore peu familier avec leurs méthodes et leur niveau de précision.
Recruté par Gil Garcetti, Woody Clarke présente aux jurés la technologie de l'analyse ADN pendant une journée et demie, rendant le sujet à la fois ennuyeux et incompréhensible. Des échantillons de sang pris sur la scène de crime, sur les empreintes menant aux victimes et sur le dos du portail, font l'objet d'analyses ADN. La première analyse, la PCR, n'exclut pas Simpson des suspects, sans être concluante. Plus intéressante, l'analyse par la technique RFLP permet d'établir une correspondance entre le sang pris sur la scène de crime et celui de Simpson, quasiment irréfutable dans la mesure où il y a une chance sur 170 millions que le sang ne soit pas celui d'O. J. Simpson,. L'accusation indique également que la probabilité que le sang retrouvé sur les chaussettes de Simpson ne soit pas celui de Nicole Brown Simpson est d'une sur 6,8 milliards,,. Toutes les analyses réalisées correspondent aux théories de l'accusation : le sang de Simpson est sur la scène de crime et celui de Goldman sur la portière de la Ford Bronco ainsi que sur le second gant retrouvé. Ces analyses sont réalisées par l'entreprise Cellmark Diagnostics, l'un des plus grands laboratoires commerciaux des États-Unis, que la défense critique pour des erreurs passées en matière d'analyses ADN. Engagé pour contrer les preuves génétiques apportées par l'accusation, Barry Scheck conduit une contre-analyse de huit jours. Le Dr Robin Cotton, de Cellmark Diagnostics, témoigne pendant six jours. Les échantillons de sang testés sont envoyés à deux laboratoires différents pour qu'ils mènent chacun des analyses indépendantes.
Lors de la contre-enquête, il est découvert qu'un technicien de la police scientifique, l'apprenti Andrea Mazzola, a laissé traîner la fiole du sang de Simpson au laboratoire dans la poche de son manteau pendant presque une journée avant que celui-ci soit analysé,. Alors que l'ADN représente un argument de poids, ce rebondissement montre les failles dans l'analyse des échantillons et l'incompétence de la police ayant mené l'enquête.

#### Essai du gant en cuir
Le 15 juin 1995, le témoignage du Dr Lakshmanan Sathyavagiswaran[Qui ?] se termine, et l'accusation passe aux gants retrouvés, preuves majeures du dossier. Chacun des gants retrouvés à Rockingham et sur Bundy Drive porte le nom de la marque Aris, est de taille extra-large et porte le numéro de série 70263. L'accusation a en sa possession un reçu du 18 décembre 1990 selon lequel Nicole Brown Simpson a acheté deux paires de gants Aris Lights en cuir à New York. Lorsque l'accusation a appelé Richard Rubin, ancien directeur de la marque de gants Aris Isotoner, ce dernier leur a indiqué la rareté de ces gants : parmi les 12 000 paires de gants Aris Lights reçues par la boutique de New York en 1990, seulement 300 étaient brunes et de taille extra-large, parmi lesquelles 200 ont été vendues. Le co-procureur Christopher Darden a appelé Richard Rubin deux jours auparavant pour qu'il vienne témoigner à Los Angeles, et ne peut pas préparer l'interrogatoire comme il le souhaite. Lors de la pause, les avocats de la défense essaient tour à tour les gants et trouvent qu'ils ne sont pas très grands. Estimant le risque trop important de faire essayer les gants à Simpson, Marcia Clark et Bill Hodgman décident de ne pas prendre le risque. Ils en parlent à Christopher Darden qui acquiesce.
Alors que l'interrogatoire de Rubin se conclut, un assistant entre dans la cour avec une paire de gants neuve. Cochran demande au juge Ito de s'exprimer à la barre et demande que la démonstration se fasse sur les gants retrouvés sur la scène de crime et non sur des gants neufs. Alors que Rubin examine les gants neufs apportés afin de déterminer s'ils sont identiques à ceux retrouvés par les policiers, Bailey provoque Darden, lui disant qu'il n'en a pas le courage et qu'il le fera de toute façon lui-même si Darden ne le fait pas. Le co-procureur Christopher Darden panique et demande à ce qu'O. J. Simpson enfile les gants en cuir retrouvés sur la scène du crime, d'abord en l'absence du jury. Mais, distrait, le juge a déjà demandé au jury de rentrer après que Rubin eut indiqué que les gants neufs ne correspondaient pas et ne pouvaient être utilisés. Darden demande alors que l'accusé essaie les gants devant le jury sous le regard étonné de Marcia Clark.
O. J. Simpson enfile avec difficulté des gants en latex pour ne pas contaminer la preuve. Darden présente le gant gauche à l'accusé en indiquant qu'il s'agit de celui de Rockingham alors qu'il s'agit de celui retrouvé sur Bundy Drive. Il demande à Simpson de se présenter devant le jury. Simpson garde le pouce plié, grimace, indique que le gant est trop serré et mime avec difficulté qu'il n'arrive pas à rentrer sa main dedans. Darden demande ensuite à O. J. de prendre un marqueur et de simuler l'action de poignarder, dans une tentative de sauver la face lors de cette scène catastrophique pour l'accusation, ce à quoi Cochran objecte.
Dans les jours qui suivent, les procureurs tentent à nouveau de sauver la face et objectent que le gant, imbibé de sang, a pu rétrécir en séchant. Rubin apporte une paire de gants en cuir de la même taille et du même style que les gants utilisés par le meurtrier, non tachés de sang, et Simpson les essaie. Cette fois-ci, selon le fabricant des gants Richard Rubin, « ils s'ajustent plutôt bien » à la main de Simpson. Ce dernier est de nouveau à la barre en septembre, et est attaqué pour une lettre écrite au procureur qu'il conclut par « peut-être que je le ferai à la fête de la victoire ! » (c'est-à-dire : rechercher le modèle de gants chez tous les gantiers).[pas clair]

#### Utilisation des autres preuves matérielles
À la suite de l'épisode de l'essai du gant, Marcia Clark poursuit l'analyse des preuves matérielles en faisant témoigner l'expert des cheveux et des fibres du FBI, Douglas Deedrick,. L'expert déclare avoir trouvé les preuves suivantes :
- Un cheveu prélevé sur le bonnet retrouvé aux pieds de Ronald Goldman correspondant aux cheveux de Simpson ;
- Un cheveu prélevé sur le T-shirt de Ronald Goldman correspondant aux cheveux de Simpson[was 8] ;
- Un cheveu prélevé sur le gant droit ensanglanté retrouvé à Rockingham correspondant aux cheveux de Nicole Brown Simpson[nyt 28] ;
- Des fibres de coton bleues et noires, prélevées sur le gant trouvé à Rockingham, sur les chaussettes de Simpson dans sa chambre et sur le T-shirt de Ronald Goldman, correspondant à la tenue d'O. J. Simpson lorsqu'il est sorti au restaurant McDonald's avec Kato Kaelin plus tôt dans la soirée[nyt 28] ;
- Des fibres prélevées sur chacun des gants correspondent à celles du T-shirt de Ronald Goldman ;
- Des fibres prélevées sur le bonnet et sur le gant de Rockingham correspondent à la moquette de la Ford Bronco de Simpson[t 86].

Le témoignage de Deedrick est amputé d'une partie des preuves du fait que Marcia Clark a oublié de fournir à l'avance à la défense et au juge une partie des images sur lesquelles elle compte s'appuyer, ainsi qu'un rapport indiquant que les fibres de la moquette trouvées sur le gant sont précisément celles d'une Ford Bronco 1993 ou 1994,. Le juge Ito accepte que Deedrick puisse témoigner mais lui interdit de s'appuyer sur les éléments du rapport écrit. Le 5 juillet, le témoignage de Douglas Deedrick se termine. L'accusation considère que, avec un jury aussi fragile et un exposé déjà complet, de nouveaux témoins seraient une perte de temps, et annonce la clôture de son acte d'accusation le 6 juillet après 92 jours de témoignages, ayant impliqué 58 témoins et généré 34 500 pages de retranscription écrite.

### La défense de Simpson
L'essentiel de la stratégie de la défense vise à réfuter par le doute tous les indices de l'accusation. Les avocats répètent à de multiples reprises que la police a conspiré contre O. J. Simpson. Ils soulignent l'absence d'arme du crime et de témoin direct du double homicide. Ils soutiennent que l'inspecteur du Los Angeles Police Department (LAPD), Mark Fuhrman, a contaminé la scène de crime avec des éléments incriminants. Ils dépeignent Fuhrman comme un individu raciste. La défense d'O. J. Simpson est accusée de jouer la « carte raciale » à de nombreuses reprises,. La défense souhaite que le procès soit rapide afin de pouvoir compter sur la notoriété et la popularité du joueur que chaque jour de prison et de procès érode peu à peu.

#### Des procédés agressifs
Dès sa plaidoirie d'ouverture, Johnnie Cochran Jr montre que la défense ne va avoir aucune retenue lors du procès. Il évoque la consommation de drogues de Faye Resnick, amie de Nicole Brown Simpson, pour sous-entendre que la victime se droguait en soirée ; il suggère également qu'elle avait une vie sexuelle débridée avec son nouveau compagnon Keith Zlomsowitch, ou encore Marcus Allen, l'un des meilleurs amis d'O. J. Simpson. Toujours dans ses propos introductifs, Cochran introduit une douzaine de nouveaux témoins dont il n'a pas parlé à l'accusation devant le jury. L'accusation parle alors de « manipulation cynique ». Pour sanctionner la défense, le juge Ito décide de retarder le procès de quelques jours et d'indiquer au jury que ce délai est dû au comportement de la défense ; il autorise en outre Marcia Clark à faire une brève intervention, non prévue au protocole, à la fin de la plaidoirie de Johnnie Cochran.

#### Les failles de l'enquête policière
Johnnie Cochran Jr attaque l'enquête policière sur de multiples angles. Tout d'abord, il critique le fait que les corps n'aient été retirés de la scène de crime qu'à 9 h 10 du matin, rendant impossible l'estimation de l'heure de la mort des deux victimes. Il passe également de nombreuses heures à demander pourquoi la police ne s'est pas intéressée à un pot de glace en train de fondre, dont aucune trace n'est présente dans le dossier d'instruction, alors que des images pouvaient permettre d'établir un horaire plus précis. Ces interrogations, bien qu'un tel procédé ne permette pas forcément d'obtenir un horaire précis, sèment le doute et mettent les agents de police sur la défensive. Cochran passe ensuite quatre jours à interroger Tom Lange. Il insiste sur le quartier où habite le policier, Simi Valley, le même où vivaient les policiers qui ont battu Rodney King quelques années plus tôt, et sur le fait que le policier a emmené chez lui des chaussures, preuves recueillies sur la scène de crime. Décrivant une scène romantique dans la salle de bain, avec des bougies et de la musique douce, Cochran indique que Nicole Brown aurait pu avoir un visiteur le soir du double meurtre et qu'il pourrait s'agir de Marcus Allen. Il développe également une théorie liée à la drogue et à Faye Resnick.[précision nécessaire] Provoquant les procureurs, en remettant en cause leur capacité à gérer l'acte d'accusation, il fait perdre ses nerfs à Christopher Darden qui continue à intervenir malgré les demandes du juge de se taire. Après une interruption de séance, Darden s'excuse.
Cochran passe le relais à Barry Scheck qui a pour objectif de réfuter scientifiquement toutes les preuves matérielles de l'acte d'accusation. Peu à peu, il attaque l'intégrité et la compétence de la police de Los Angeles. Scheck commence par attaquer le criminaliste Dennis Fung, 34 ans, qui a recueilli les preuves sur les scènes de crime à Bundy Drive et à Rockingham. Scheck détruit la crédibilité de Fung en démontrant qu'il a menti en minimisant le rôle de son assistante, Andrea Mazzola, qui travaillait alors sur sa troisième scène de crime seulement. Il lui fait affirmer qu'il n'a pas recueilli de preuves à main nue, puis montre des images vidéo de Fung en train de le faire. Fung avoue également qu'il n'a pas changé de gants autant de fois que nécessaire, qu'il aurait dû prélever plus de sang sur la Ford Bronco de Simpson, ou encore qu'il n'a pas remarqué les taches de sang sur les chaussettes d'O. J. Simpson lorsqu'ils les a prises au pied du lit pour la première fois. Barry Scheck poursuit en évoquant le sang retrouvé sur le portail dont les résultats des analyses ADN ont indiqué qu'il s'agissait de celui de Simpson. Il remarque que le criminaliste n'a découvert les traces de sang sur le portail que le 3 juillet 1994, soit trois semaines après le double meurtre, et que celui-ci n'était pas dégradé alors que celui de l'allée l'était. En effet, le sang de l'allée n'a pu être testé que par la méthode PCR, moins précise, et n'a pu faire l'objet d'une analyse par la méthode RFLD, alors que celui du portail a été testé avec la méthode RFLD. À partir d'un cliché photographique du 13 juin montrant au loin le portail blanc, sur lequel il semble ne pas y avoir de trace de sang, Scheck déduit que le sang trouvé le 3 juillet a été ajouté par la suite par un tiers. À partir du témoignage de Thano Pertais, le policier qui a prélevé le sang d'O. J. Simpson, il sait que 8 ml ont été prélevés par la police. Il regarde toutes les archives du dossier et calcule que seulement 6,5 ml ont été utilisés par les analyses de la police, et conclut que du sang d'O. J. Simpson est manquant. Il soumet l'hypothèse que le sang retrouvé sur la voiture a été disposé par Mark Fuhrman avec le deuxième gant ensanglanté. Après neuf jours, l'interrogatoire de Dennis Fung se conclut par de vives félicitations de la part de la table de la défense qui le salue chaleureusement. Le témoignage de son assistante, Andrea Mazzola, dure lui aussi plus d'une semaine et confirme les dires de Fung.

#### Les témoins de la défense
Johnnie Cochran Jr appelle d'abord les femmes présentes dans la vie d'O. J. Simpson : sa fille Arnelle, sa sœur Carmelita Durio et sa mère Eunice. L'avocat souhaite présenter un père, un frère et un fils aimant. Il poursuit avec des témoins sans lien avec le double meurtre qui ont vu l'accusé quelques jours avant : un décorateur d'intérieur le 6 juin, un joueur de golf le 8 juin et un invité du gala de charité le 11 juin, qui témoignent tour à tour du comportement normal d'O. J. Simpson la semaine avant le double meurtre. Cochran enchaîne les témoins, douze en deux jours, et appelle ensuite à la barre Ellen Aaronson et Danny Mandel, deux jeunes gens qui ont un rendez-vous galant le soir du meurtre au Mezzaluna et sont passés ensuite devant l'allée du domicile de Nicole Brown Simpson. Alors que l'accusation estime l'heure du meurtre à 22 h 15, Aaronson et Mandel indiquent qu'ils ont quitté le restaurant à cette heure-ci et sont passés devant le domicile après, sans remarquer le chien de Nicole Brown ni les victimes. Marcia Clark mène des contre-interrogatoires musclés avec ces témoins lambda, une tactique contre-productive.
La défense poursuit son attaque sur l'emploi du temps proposé par les procureurs. Un nouveau témoin, Robert Heidstra, immigrant français qui nettoie les voitures de luxe du voisinage, indique également avoir entendu deux voix dont l'une a dit « Hey, hey, hey » vers 22 h 40, la famille Goldman reconnaissant le style de Ron. Christopher Darden, qui a longtemps envisagé d'utiliser Heidstra comme témoin de l'accusation, utilise le contre-interrogatoire pour faire dire à Heidstra qu'il a vu un véhicule blanc qui pourrait être une Ford Bronco quitter la scène de crime.
La défense appelle différents experts comme Michael Baden ou Henry Lee afin de développer d'autres hypothèses comme celle d'un autre tueur. Lorsqu'on lui demande de déterminer si les preuves ont été modifiées par un tiers, Lee déclare que « quelque chose ne va pas »,.
Shapiro cherche également à montrer, avec l'aide du Dr Robert Huizenga, qui a examiné O. J. Simpson quelques jours après le meurtre, que Simpson avait une mobilité réduite au moment des crimes, l'empêchant de marcher vite. Il indique que Simpson avait une pression au niveau des épaules.[pas clair] Brian Kelberg, un assistant du bureau du procureur, utilise ces propos pour indiquer que s'il avait commis un double meurtre, il aurait ce poids sur lui.[pas clair] Il utilise les photographies de Huizenga pour montrer que Simpson avait sept abrasions et trois coupures différentes sur sa main gauche et aucune blessure sur sa main droite. Il ajoute, en réponse à l'argument de la mobilité réduite, que l'accusé aurait pu être sous l'influence d'une décharge d'adrénaline, ayant pu lui permettre de supporter le stress physique lié à la perpétration de ces meurtres en dépit de ses douleurs, ce que le médecin concède. Kelberg montre ensuite une vidéo captée le 31 mars 1994 lors d'une conférence dans laquelle l'ancien joueur de football américain déclare se sentir mieux (en ce qui concerne son arthrite) depuis qu'il utilise le produit Juice Plus ; et une autre de mai 1994 où Simpson fait des exercices physiques, mime des gestes de boxe et s'exclame « Rentrez dans le jeu si vous vous entraînez avec votre femme, si vous voyez ce que je veux dire. Vous pourrez toujours blâmer l'entraînement. »,,.

#### Les bandes magnétiques de Fuhrman

##### Recherche des bandes magnétiques
Le 7 juillet, l'un des détectives de la défense, Pat McKenna, suit la piste de Laura Hart McKinny, une écrivaine qui a enregistré Mark Fuhrman pendant près de dix ans pour l'écriture d'un scénario impliquant une policière débutante dans la police de Los Angeles. Ce scénario, intitulé Men Against Women, n'a pas trouvé preneur. La famille McKinny est en faillite en 1993 et déménage pour la Caroline du Nord où Laura devient enseignante en écriture scénaristique. Au début du procès, connaissant la valeur des bandes magnétiques en sa possession auprès des tabloïds, Laura McKinny engage un agent et un avocat pour en tirer un maximum de bénéfice. Cet avocat, Matt Schwartz, confirme à la défense l'existence des bandes magnétiques.
Dès le 12 juillet, les avocats de la défense, Johnnie Cochran Jr et Robert Shapiro, rencontrent Schwartz afin de trouver un arrangement. Le seul point sur lesquels ils tombent d'accord est que Schwartz s'engage à ne pas détruire les bandes. Johnnie Cochran envoie Carl E. Douglas au bureau du juge Ito le 20 juillet afin que ce dernier accepte les bandes comme une preuve du procès, ce qui permet à la défense de demander à l'État de Caroline du Nord de récupérer ces bandes. Le 28 juillet, la demande de Cochran et Bailey est repoussée par le juge William Z. Wood Jr.. Le 7 août, Bailey et ses partenaires obtiennent gain de cause en appel. Deux jours plus tard, les bandes magnétiques arrivent au bureau de Johnnie Cochran.
Dans ces enregistrements, Fuhrman utilise le terme « nigger » à 41 reprises,. Désignés comme les « Fuhrman tapes », ces enregistrements marquent un tournant dans le procès et jettent le doute sur la crédibilité du policier. Fuhrman y dit notamment qu'on ne devrait pas détruire son ancien commissariat « qui a l'odeur de tous les nègres qu'on y a tués ou battus » ou encore : « Vous avez déjà essayé de trouver un bleu sur un nègre ? Plutôt dur, non ? »

##### Conflit d’intérêt du juge Ito
La découverte des enregistrements de l'inspecteur Fuhrman a une autre conséquence importante sur le procès. En août 1995, l'accusation demande au juge Ito de se dessaisir de l'affaire pour cause de conflit d'intérêts. En effet, dans ces enregistrements, Fuhrman parle en des termes « grossiers et explosifs » de l'épouse du juge,. Or, Margaret York-Ito, policière la plus gradée de la police de Los Angeles, a indiqué ne connaître aucun acteur de l'affaire lorsque son mari a été saisi de l'affaire. Les avocats d'O. J. Simpson ont accepté, en amont du procès, qu'Ito soit désigné juge malgré sa relation particulière avec la police de Los Angeles. Cet événement menace le procès d'une annulation qui ferait repartir chacune des parties au commencement, après plusieurs mois de travail,. L'accusation change finalement d'avis. Le juge Ito décide qu'un autre juge doit établir si ces enregistrements doivent être versés au dossier et si son épouse doit témoigner. Le 19 août, le juge de la cour supérieure John Reid considère que le juge Ito est apte à juger les bandes audio et que son épouse n'a aucune relation à l'affaire Simpson.

##### Limitation de l'utilisation des bandes
Face à la violence des paroles du policier dans les bandes audio, et sachant qu'elles peuvent influencer le verdict final, l'accusation et la défense se disputent sur ce que doit entendre le jury,. Le 31 août, le juge Ito refuse que le jury entende la majorité des enregistrements et n'autorise que deux extraits dans lesquels Fuhrman utilise le terme « nigger », dont l'un dit : « Nous n'avons pas de nègres là où j'ai grandi »,.

##### Deuxième interrogatoire de Mark Fuhrman
Mark Fuhrman est envoyé à la barre une seconde fois début septembre, cette fois-ci par la défense. Christopher Darden et ses assistants afro-américains sont absents des bancs du procureur lors de ce témoignage. L'avocat criminel du policier lui a conseillé de se taire pour limiter les risques de procès en parjure. Aux questions de l'accusation, Fuhrman en appelle au cinquième amendement de la Constitution des États-Unis afin de ne pas répondre. Comme il est de coutume, le jury n'est pas présent lorsque Fuhrman exige l'application du cinquième amendement. Lorsque le juge annonce au jury que Fuhrman refuse de témoigner davantage, l'ensemble de l'équipe de défense porte des cravates faites à partir de pagnes kita, un vêtement africain.[précision nécessaire]

#### La carte raciale
Un des axes majeurs de la stratégie de la défense consiste à jouer la « carte raciale »,,. S'appuyant sur la réputation de la police de Los Angeles, les avocats de la défense utilisent les tensions raciales pour mettre la pression sur l'accusation. Avant même le début du procès, Christopher Darden tente de supprimer du procès la « carte raciale » mais échoue. Les échanges sur le thème du racisme entre Darden et Cochran, tous deux avocats afro-américains, sont virulents tout au long du procès.
Lorsque la défense fait appel à McKinny qui témoigne le 6 septembre, la « carte raciale » de la défense est à son apogée avec la diffusion des deux bandes audio dans lesquelles Mark Fuhrman utilise le terme « nigger ». McKinny confirme l'authenticité des deux extraits. Après que les bandes ont été jouées au jury, la défense appelle trois autres témoins qui déclarent à leur tour avoir entendu Fuhrman dire le mot « nigger ».

### Plaidoyers de clôture

#### Accusation
Le mardi 26 septembre 1995, la procureure en chef Marcia Clark prend la parole une dernière fois pour conclure le procès. Après avoir remercié les jurés, elle tente dans son réquisitoire de limiter l'influence des propos de Mark Fuhrman : « Est-il raciste ? Oui. Est-il le pire que la police de Los Angeles puisse offrir ? Oui. Mérite-t-il d'être policier ? Non. Pour autant, il serait tragique que vous acquittiez l'accusé à cause du racisme d'un policier. »,
À la suite de l'incident de l'essai du gant, Christopher Darden ne doit pas faire partie du réquisitoire final de l'accusation, mais Marcia Clark lui laisse finalement la partie sur les violences conjugales commises par l'accusé. Lors d'une session exceptionnellement nocturne, Darden utilise tous les évènements violents relatés pour expliquer pourquoi O. J. Simpson a commis le double meurtre. Il revient sur une boîte laissée par Nicole Brown Simpson dans laquelle ont été retrouvés son testament, des lettres d'excuses d'O. J. après l'incident de 1989 et des photos d'elle avec des hématomes sur le visage. Il s'exclame : « Elle a mis ces choses là pour une raison. Elle vous laisse une carte routière pour vous faire savoir qui allait finalement la tuer. Elle savait en 1989. Elle le savait. Et elle veut vous le faire savoir. »,.

#### Défense
Johnnie Cochran Jr débute le plaidoyer final de la défense le 27 septembre 1995. Cochran attaque l'acte d'accusation sous de multiples angles, notamment en critiquant l'emploi du temps proposé. Il illustre l'hypothèse du déguisement avec un bonnet, telle qu'avancée par les procureurs, en se mettant un bonnet noir sur la tête et en disant : « Si je mets ce bonnet, qui suis-je ? Je suis toujours Johnnie Cochran avec un bonnet [...] Et O. J. Simpson avec un bonnet à deux pâtés de maisons est toujours O. J. Simpson. Il n'y a aucun déguisement. Cela n'a aucun sens. », Il poursuit avec une phrase restée célèbre : « If it doesn't fit, you must acquit », ; celle-ci lui a été suggérée par son collègue Gerry Uelman. Il attaque ensuite directement la police de Los Angeles : « Si vous ne pouvez pas croire les messagers, faites attention à leurs messages : Vannatter, l'homme qui a porté le sang ; Furhman, l'homme qui a trouvé le gant. » Cochran va jusqu'à comparer le policier Mark Fuhrman à Adolf Hitler,. Barry Scheck poursuit le plaidoyer de la défense en revenant sur les failles des preuves matérielles, s'appuyant sur le témoignage d'Henry Lee, et sur la contamination de la scène de crime.
Le 29 septembre, l'accusation répond à la défense en réfutant les affirmations de Scheck. Marcia Clark présente un tableau avec toutes les preuves irréfutables de l'accusation ainsi qu'un graphique préparé par Bill Hodgman pendant près d'un mois. Le document étant complexe, Clark demande aux jurés de prendre des notes s'ils le souhaitent mais aucun ne répond positivement à sa demande.

### Verdict
L'accusation est persuadée d'avoir présenté un dossier solide et attend une condamnation. Les Afro-Américains sondés à travers le pays sont en majorité peu convaincus qu'O. J. Simpson a commis le crime ; les citoyens blancs des États-Unis, en réponse au même sondage, jugent la culpabilité de Simpson fermement établie. Les tensions raciales croissent tout au long du procès et on commence à s'inquiéter, en cas de verdict de culpabilité, de la perspective de nouvelles émeutes, semblable à celles de 1992 après qu'un jury essentiellement composé de Blancs eut acquitté quatre policiers de Los Angeles accusés d'avoir passé à tabac un conducteur noir, Rodney King.

#### Délibérations record
Le vendredi 29 septembre 1995, les jurés choisissent le juré numéro 1, Armanda Cooley, comme premier juré. Le jury n'est pas autorisé à examiner les preuves de l'affaire le vendredi après-midi et doit attendre le lundi suivant. Il est annoncé aux jurés qu'ils doivent préparer leurs affaires tous les jours et les amener avec eux au tribunal.[pas clair] Le lundi 2 octobre, à 9 h 16, les douze jurés sont en place pour délibérer. Vingt-cinq minutes plus tard, la greffière du juge Lance Ito, Deirde Robertson, apporte de nombreux documents aux jurés et ferme la porte afin que ceux-ci discutent de l'affaire. Armanda Cooley, n'ayant jamais fait partie d'un jury, demande à ses camarades comment procéder, et plusieurs jurés lui suggèrent de faire un premier sondage. Elle demande que ce sondage soit secret, car le manuel qui lui a été donné pour préparer les délibérations recommande de ne pas faire de sondage à main levée. Le résultat donne 10 bulletins « non coupable » et 2 « coupable ».
Les jurés commencent alors à étudier le cas. Le juré numéro 4, Dave Albana, expert en arts martiaux, fait une démonstration sur la façon dont on se défend lors d'une attaque, et déclare qu'il pense que Ronald Goldman s'est battu vigoureusement avec son agresseur. Ils discutent alors du manque d'ecchymoses sur le corps d'O. J. Simpson, du peu de sang autour du gant retrouvé par Mark Fuhrman à Rockingham, de l'essai infructueux du gant ensanglanté dont plusieurs pensent qu'il ne correspond pas, et du manque de fiabilité de l'analyse ADN qui provient du portail sur Bundy Drive. Après une heure de débats, la conversation se concentre sur le témoignage d'Allan Park, le chauffeur de limousine qui a emmené Simpson à l'aéroport la soirée du meurtre. Peu avant midi, Cooley demande à la greffière de revoir le témoignage de Park. Le juge répond que ce témoignage va leur être lu dans son tribunal à 13 h, après une pause pour déjeuner.
Lors du déjeuner, Cooley demande aux jurés si toutes les questions liées au témoignage du chauffeur sont résolues et la réponse est affirmative. Plutôt que d'écouter le reste du témoignage de Park, Cooley demande au juge Ito les documents pour rendre le verdict. Avant l'arrivée des formulaires, un nouveau sondage anonyme est réalisé et cette fois les réponses sont unanimement « non coupable ». Peu avant 15 h, le verdict de l'affaire O. J. Simpson est rendu, après seulement trois heures et demie de délibération, alors que les experts judiciaires affirmaient qu'il faudrait au moins deux semaines aux jurés pour examiner les éléments du dossier et prendre une décision unanime. Après plusieurs mois d'enfermement et d'isolement, certains jurés souhaitent rentrer chez eux le plus tôt possible et donc rendre un verdict rapidement. La rapidité de cette décision fait penser aux experts que seule une condamnation peut être décidée aussi rapidement.
Tous les acteurs du « procès du siècle » sont surpris par la rapidité de ce verdict. Johnnie Cochran Jr donne un discours à San Francisco. F. Lee Bailey est à Laguna Beach pour intervenir pour un distributeur d'en-cas.[pas clair] Bien que la défense compte onze avocats, seul Carl E. Douglas est présent aux côtés d'O. J. Simpson lorsque la greffière tend au juge l'enveloppe du verdict. Ce dernier renvoie les parties au lendemain à 10 h. De retour en prison, Simpson retrouve ses avocats Bailey, Robert Kardashian et Leroy "Skip" Taft à qui il indique que les gardiens de la prison lui demandent tous un autographe parce que leurs collègues ont laissé fuiter l'information selon laquelle ce serait leur dernière chance d'en avoir un.

#### À l'unanimité: non coupable
Le 3 octobre 1995, alors qu'il est 10 h à Los Angeles et 13 h sur la côte Est des États-Unis, le verdict de non-culpabilité est prononcé, alors que plus de 100 millions de téléspectateurs sont rivés devant leurs écrans de télévision. Pendant dix minutes, le pays s'arrête pour suivre le verdict. Le président Bill Clinton quitte le bureau ovale pour suivre le verdict dans le bureau de sa secrétaire. AT&T note une chute d'appels téléphoniques de 58 % au moment du verdict. Consolidated Edison estime que 750 000 postes de télévision supplémentaires sont allumés par rapport à d'habitude à la même heure sur la seule ville de New York. Et plusieurs vols sont retardés pour attendre les passagers bloqués devant les téléviseurs.
À l'annonce du verdict, le fils d'O. J., Jason, se met à sangloter, la tête dans ses mains, alors que sa sœur le prend dans ses bras en lui disant : « On l'a fait, Jason »,. Les partisans d'O. J. Simpson, parmi lesquels une large communauté afro-américaine réunie à l'église baptiste AME, sautent et crient de joie à l'annonce du verdict. Alors que la cour se retire, l'un des jurés, Lionel Cryer, salue Simpson du poing levé des Black Panthers. Après 474 jours d'emprisonnement, Simpson est libéré et retourne à son domicile.
Au même moment, le verdict choque l'accusation ainsi qu'une grande partie des citoyens blancs des États-Unis, convaincus de la culpabilité de l'ancien athlète. Kim Goldman fond en sanglots en plein tribunal. Fred Goldman estime que ce verdict est son deuxième plus grand cauchemar après le meurtre de son fils unique. À la suite du verdict, la procureure en chef Marcia Clark salue les familles des victimes et réaffirme sa confiance dans le système judiciaire. Son adjoint, Christopher Darden, s'effondre en une violente crise de sanglots en pleine conférence de presse. Alors que les autorités ont déployé d'importants effectifs de police en prévision d'éventuelles émeutes à la suite du verdict, aucun incident majeur n'est relevé.
Les politiciens, dont le président Bill Clinton, réagissent rapidement au verdict. Par écrit, Clinton déclare : « Le jury a étudié les preuves et rendu son verdict. Notre système judiciaire exige le respect de leur décision. En ce moment, nos pensées et prières devraient être pour les familles des victimes de ce terrible crime. »,

## Analyse du procès
La longueur du procès est telle que la retranscription des audiences se matérialise par un million de lignes écrites. Les mots « gant » et « sang » ont été utilisés respectivement environ 15 000 et 13 000 fois. Le coût du procès s'élève à près de 10 millions de dollars pour le comté de Los Angeles. Le procès est alors le deuxième plus cher de l'histoire judiciaire derrière l'affaire de l'établissement préscolaire McMartin. Certains commentateurs pensent que le verdict démontre l’impact que peut avoir l’argent sur le système judiciaire des États-Unis, la défense onéreuse d'O. J. Simpson lui ayant permis d'obtenir son acquittement,.
L'affaire divise le pays en deux camps : ceux qui pensent O. J. Simpson coupable et ceux qui croient en son innocence. Ce clivage est en partie racial, comme l'indiquent les sondages et études sur l'opinion publique qui se partage assez nettement sur la base de la couleur de peau des personnes sondées,. Les résultats du sondage réalisé par NBC en 2004 indiquent que 87 % des citoyens des États-Unis de race blanche pensent le principal accusé coupable, contre seulement 18 % de ceux de race noire. L'élite noire, un temps acquise à la cause d'O. J., prend cependant ses distances au cours de l'affaire. Si ce clivage persiste année après année, les deux camps penchent désormais majoritairement vers la culpabilité d'O. J. Simpson,.
Dans les interviews des jurés données après le procès, plusieurs annoncent qu'ils pensent que Simpson a probablement commis l’assassinat mais que la procédure d'enquête négligée et le manque de preuves ont logiquement entraîné le verdict final,.
Le procureur Vincent Bugliosi, chargé du procès de Charles Manson, écrit un ouvrage sur l'affaire, publié un an après le verdict, intitulé Outrage: The Five Reasons O. J. Simpson Got Away with Murder. Dans ce livre, Bugliosi se montre très sévère envers Marcia Clark et Christopher Darden et pointe du doigt les nombreuses erreurs évidentes qu'ils ont commises pendant le procès. Il les accuse, par exemple, de n'avoir pas montré la lettre que Simpson a écrite avant d'essayer de s'enfuir, ou encore les preuves trouvées dans la Ford Bronco pouvant laisser penser à une fuite préparée. Simpson a également fait une déclaration compromettante à la police quant à la coupure qu'il s'était faite au doigt la nuit des meurtres.[précision nécessaire] Bugliosi reproche encore à Clark et Darden de ne pas avoir laissé le jury prendre connaissance de cette déclaration. Il ajoute que les procureurs auraient dû approfondir la question des sévices qu'O. J. Simpson faisait subir à son ex-épouse. Il conclut enfin qu'on aurait dû expliquer au jury, principalement composé d'Afro-américains, que Simpson n'avait que peu d'influence sur la communauté noire et n'avait jamais rien fait pour venir en aide aux noirs plus défavorisés que lui. Beaucoup d'experts judiciaires pensent que la phase de sélection du jury a été le point crucial qui explique la suite des événements. Mais au lieu de faire le procès à Santa Monica où la population est principalement blanche, l’accusation a préféré le tenir à Los Angeles, afin de ne pas donner l'impression que des Blancs condamnaient un Noir.

## Médiatisation

### Surmédiatisation
Dès les premières heures après le double meurtre, les premiers journalistes se présentent sur la scène de crime, l'une des victimes étant l'ancienne épouse de l'idole afro-américaine et célébrité nationale O. J. Simpson, Nicole Brown Simpson, elle-même jouissant d'une certaine notoriété. Lorsqu'O. J. est considéré comme le principal suspect puis arrêté après une course-poursuite diffusée sur de nombreuses chaînes de télévision, l'obsession des journalistes et de la population du pays s'amplifie. La ville de Los Angeles sort d'un feuilleton judiciaire de quatre ans avec les frères Menendez et tous sautent sur l'occasion d'une nouvelle histoire médiatique. Accusé du double crime violent, O. J. Simpson est la plus célèbre personnalité incriminée pour un tel chef d'accusation depuis Fatty Arbuckle dans les années 1920. Tous les éléments et acteurs liés au couple Simpson font de cette affaire un feuilleton vendeur et lucratif. Le procès est tellement médiatisé que le témoin extraverti Kato Kaelin est identifié par 74 % de la population du pays alors que le vice-président des États-Unis Al Gore n'est identifié que par 25 % de la population. La médiatisation atteint de tels sommets qu'une partie de la population des États-Unis souhaite créer des « espaces sans O. J. Simpson ».
Les avocats deviennent des célébrités et sont courtisés médiatiquement. L'affaire fait vendre et les tabloïds proposent des milliers de dollars à chaque acteur du procès pour avoir des informations exclusives, levant des suspicions sur certains témoins qui auraient développé une histoire simplement pour gagner de l'argent. Tous les protagonistes du procès hormis le juge Lance Ito ont publié un livre sur l'affaire O. J. Simpson. Marcia Clark signe un contrat record de 4,2 millions de dollars pour la publication de son livre, Christopher Darden obtient 1,3 million de dollars pour le sien.

### Polémique de la Une deTime
Après son arrestation, O. J. Simpson se retrouve à la une de nombreuses publications. Le magazine Time fait une couverture controversée intitulée « An American Tragedy » (« Une tragédie américaine »), avec une photo retouchée de Simpson où sa peau a été noircie et son numéro de prisonnier intégré à l'image. La même semaine, Newsweek publie, en une, la même photo non retouchée. Les réactions de la communauté noire sont nombreuses. Le directeur de la NAACP Benjamin Chavis dénonce la couverture médiatique : « la manière dont il est caricaturé, c'est comme s'il était une sorte d'animal ». Jesse Jackson y voit « la dévastatrice dimension de ce qu'on appelle le racisme institutionnel ». Matt Mahurin, l'illustrateur qui a modifié l'image, se justifie en disant qu'il a fait ce changement pour des raisons « artistiques ». Le Time est accusé de manipulation raciste. La semaine suivante, Time poursuit en faisant sa une sur la violence domestique que le magazine sous-titre « L'affaire Simpson fait prendre conscience à l'Amérique de l'épidémie de violence domestique »,, même si, dans le même temps, le rédacteur en chef Jim Gaines présente ses excuses dans une pleine page.

### Retransmission télévisuelle
Le procès est diffusé à la télévision tout au long de l'affaire, pendant toute l'année 1995. CNN, ABC, CBS et NBC suspendent leurs programmes pour diffuser la séance d'ouverture. Néanmoins, dès le deuxième jour du procès, le juge Lance Ito décrète une interdiction des caméras de télévision dans la salle d'audience à la suite d'une erreur commise par un cadreur qui a cadré sur le visage d'un des jurés suppléants, dont l'anonymat doit être préservé afin qu'ils ne soient pas exposés à des pressions extérieures,. Le juge lève cette interdiction deux jours plus tard après qu'il a imposé des conditions plus strictes aux diffuseurs. La décision du juge fait le bonheur de CNN, la principale chaîne d'information, et de Court TV, chaîne spécialisée dans la diffusion de grands procès en direct,,. CNN augmente ses tarifs publicitaires de 20 % pendant l'année du procès d'O. J. Simpson.
La médiatisation de l'affaire est inouïe. Dès janvier 1995, Fox diffuse le premier film consacré à l'affaire. Intitulé The O. J. Simpson Story, le film brosse le portrait d'un O. J. — joué par Bobby Hosea (en) — qui n'accepte pas l'erreur, devient un mari violent et un harceleur menaçant.
Symbole de l'importance de l'affaire, le Larry King Live déplace son plateau de Washington à Los Angeles pour se concentrer sur l'affaire O. J. Simpson,. Au total, ce sont 1 392 heures d'antenne consacrées au procès Simpson par les chaînes de télévision.
À la fin de l'affaire, les médias se trouvent sans contenu et utilisent tous les acteurs de l'affaire afin de décrocher des interviews exclusives des avocats ou encore des jurés. O. J. Simpson doit également accorder un entretien à la chaîne de télévision NBC mais l'annule au dernier moment sur les conseils de ses avocats, pour ne pas compromettre ses chances dans le procès civil intenté par la famille de Ronald Goldman.

### Autres supports
Devant le tribunal de Los Angeles, des vendeurs s'étalent avec des T-shirts « Save O.J. », « Let the Juice Loose! » mais aussi « Remember Ron and Nicole »,. Le réseau CNN diffuse un CD-ROM avec le résumé de l'affaire en tant que « compagnon interactif du procès ». O. J. Simpson touche un million de dollars d'avance pour publier un livre intitulé I Want to Tell You: My Response to Your Letters, Your Messages, Your Questions (Je veux vous dire : Ma réponse à vos lettres, vos messages, vos questions).
Des ouvrages sont publiés tout au long du procès, interrompant la bonne tenue des débats, comme l'ouvrage de Faye Resnick : Nicole Brown Simpson: The Private Diary of a Life Interrupted.

## Procès civil et condamnation
Quelques mois après son acquittement devant le tribunal pénal, O. J. Simpson est l'accusé d'un procès civil, les familles des victimes, notamment Fred Goldman et Sharon Rufo, parents de Ron Goldman, et Lou Brown, père de Nicole Brown, demandant réparation financière pour la perte de leurs proches. Dans la banlieue aisée de Santa Monica, la composition du jury est tout autre qu'au procès pénal ; celui-ci est composé de neuf Blancs, d'un Asiatique, d'un Asiatique noir et d'un Hispanique. L'avocat du plaignant, le père de Ronald Goldman, Fred Goldman, est Daniel Petrocelli (en). L'impact de ce procès est moindre, les caméras de télévision ne sont pas autorisées à être présentes aux audiences de la cour et Simpson ne risque pas de peine de prison. Dans un procès civil, seuls neuf jurés sur douze sont requis pour la culpabilité ; la charge de la preuve est plus basse, au niveau de la prépondérance des faits (ou balance des probabilités), quand un procès pénal exige que l'accusé ne peut être déclaré coupable hors de tout doute raisonnable. Le 4 février 1997, le jury civil, qui ne tient pas le pénal en l'état, de Santa Maria en Californie déclare Simpson responsable de la mort de Ronald Goldman, de coups et blessures sur Ronald Goldman et Nicole Brown,.
Simpson est condamné à payer 33,5 millions de dollars de dommages et intérêts. Il a déclaré devant les jurés avoir plus de 850 000 dollars de dettes à la suite de son premier procès. L'accusation a mis en avant le fait que Simpson vive encore dans une villa avec concierges privés, qu'il possède et conduise encore des véhicules de luxe, qu'il passe son temps sur les parcours de golf et que ses futurs revenus financiers s'élèvent à plusieurs millions de dollars. L'accusé n'est pas en mesure de faire appel car le montant fixé pour ce faire est au-dessus de ses moyens. Les jurés montrent une réelle volonté de mener Simpson à la banqueroute avec cette décision. En mars, le juge Hiroshi Fujisaki ordonne la saisie de nombreux trophées, clubs de golf et divers objets d'O. J. Simpson afin de rembourser sa dette. Quelques jours plus tard, il transfère une partie de son patrimoine restant à ses enfants, les autres plaignants ne pouvant dès lors plus y toucher. Trois mois après le verdict, Simpson doit entre 600 000 et 700 000 dollars d'impôts à l'IRS qu'il ne peut pas payer.
En juin 2000, O. J. recouvre la garde de ses enfants à la suite du procès contre la famille Brown, et déménage à Miami, en Floride. Dans l'État de Floride, la loi protège les biens des personnes, notamment la résidence principale qui ne peut être saisie.

## Autres litiges en relation avec le double meurtre
Les procès criminel et civil d'O. J. Simpson ne sont pas les seules affaires judiciaires provoquées par la mort du 12 juin 1994 de Nicole Brown Simpson et de Ronald Goldman :
- Gerald Chamales (en) et son épouse Kathleen ont acheté une maison à côté de celle d'O. J. dix jours avant le double meurtre. Le cirque médiatique et la horde de touristes curieux les ont tourmentés pendant les années qui ont suivi. La bataille judiciaire qui en découle avec l'IRS (équivalent du fisc aux États-Unis) atteint son point culminant lorsqu'il est décidé qu'ils ne peuvent appliquer la perte de la valeur de leur maison à une déduction de leur impôt sur le revenu du fait qu'il ne s'agit que d'un aléa temporaire[45].
- Kato Kaelin, sous-locataire de Nicole Brown et invité d'O. J. Simpson le soir du double meurtre, attaque Globe Communications en justice pour 15 millions de dollars après que le groupe a suggéré dans un de ses gros titres que Kaelin était le véritable meurtrier. Le tribunal d'instance accorde un jugement préliminaire en faveur du défendeur, mais en appel Kaelin convainc la cour de la validité de son accusation de diffamation. L'affaire est conclue par une transaction pécuniaire dont le montant reste secret[46],[lat 13].
- Le policier Mark Fuhrman attaque The New Yorker et demande 50 millions de dollars pour un article publié dans le magazine dans lequel il est évoqué la possibilité que le policier ait piégé O. J. Simpson volontairement et qu'il soit un policier véreux[12],[47]. Après le verdict, Fuhrman renonce à ce procès[nyt 42].
- En octobre 1996, Mark Fuhrman est condamné à trois ans de liberté surveillée et à une amende de 200 dollars pour parjure, après avoir accepté un plaidoyer de marchandage offert par le procureur général de Californie Dan Lungren[48].
- En 1999, William B. Ritchie, un avocat du New Hampshire spécialisé en droit de la propriété intellectuelle, attaque la validité de la marque déposée « O. J. », car les noms immoraux, trompeurs ou scandaleux sont interdits par loi fédérale. Selon lui, le nom d'O. J. Simpson est devenu synonyme d'immoralité et de scandale et est donc inapte à être utilisé comme marque[49]. O. J. Simpson a depuis abandonné ses marques déposées.

## Impact populaire
Cette affaire soulève, par son ampleur, une fracture sociale, culturelle et raciale qui divise les communautés noire et blanche aux États-Unis. En visite à Los Angeles, Benazir Bhutto, Premier ministre du Pakistan, demande à rencontrer Marcia Clark et Robert Shapiro, qui acceptent. La scène de crime, le 875 South Bundy Drive, devient une attraction touristique officieuse dans les semaines suivant le double meurtre.
Même s'il est acquitté, O. J. Simpson est toujours perçu comme le principal suspect de ce double meurtre. Pour l'Oxford Mail, « il est aussi populaire [aux États-Unis] qu'une côte de porc dans une synagogue ». Lors d'une tournée de promotion en Grande-Bretagne, Simpson est reçu comme un invité de marque entre réceptions et émissions de télévision. Depuis ces deux procès, Simpson est considéré comme un paria dans l'industrie du spectacle et dans d'autres secteurs de la vie publique. Il n'a donc pas pu poursuivre sa carrière d'acteur, ni celle de commentateur sportif, et ses contrats publicitaires n'ont pas été renouvelés.

## Publication du livreIf I Did It
En novembre 2006, O. J. Simpson prépare la publication d'un livre intitulé If I Did It (en), Here's How It Happened (Si je l'ai fait, voici comment cela s'est passé) relatant comment il s'y serait pris s'il avait commis le double meurtre pour lequel il a été acquitté. La partie de l'ouvrage sur le meurtre alterne le présent et le conditionnel. Les observateurs extérieurs y voient une forme de confession du double homicide, où O. J. aurait inventé son ami Charlie, en fait un alter ego.
ReganBooks, une maison d'édition filiale de News Corp, lui a offert un juteux contrat pour obtenir les droits de l'ouvrage. Parallèlement, Fox annonce la diffusion les 27 et 29 novembre d'une interview de deux heures découpée en deux émissions dans laquelle l'ancien athlète, alors âgé de 59 ans, aurait « avec ses propres mots, dit pour la première fois comment il aurait pu avoir commis les meurtres s'il avait été coupable de ces crimes ». Selon le tabloïd américain The National Enquirer, Fox a offert 3,5 millions de dollars à O. J. Simpson pour apparaître dans ces émissions, une information que la chaîne n'a pas confirmée.
Les familles des victimes sont furieuses. Bill O'Reilly, vedette de Fox, se déclare écœuré et appelle à boycotter les entreprises qui achètent de l'espace publicitaire pendant l'interview diffusée sur la chaîne où lui-même officie. Devant les nombreuses protestations, Rupert Murdoch annule, le 20 novembre 2006, la publication du livre ainsi que la diffusion de l'émission de télévision. Deux jours plus tard, des copies de l'ouvrage sont mises en vente aux enchères sur le site eBay (une offre atteignant un million de dollars), avant que les objets soient supprimés du site. Dans les heures qui suivent, Judith Regan, l'éditrice qui avait mis sur pied le projet de livre, est remerciée par News Corp.
En 2007, la justice fait don des droits de l'ouvrage à la famille Goldman pour compenser une partie des sommes dues par Simpson depuis le jugement du procès civil,. L'ouvrage est publié par Beaufort Books, avec un titre modifié, devenant : If I Did It: Confessions of the Killer (Si je l'avais fait, confessions du tueur), et une typographie particulière sur la couverture, réduisant à une taille minimum le « IF », en petits caractères gris inclus dans la largeur du « I », laissant se démarquer visuellement I DID IT, en grands caractères rouges (et dans le sous-titre, le mot « KILLER » apparaît en jaune avec une taille de police plus grande que les autres mots, en blanc).
La Fox, avec l'accord des familles des victimes, diffuse l'interview en 2018.

### Citations originales
1. ↑  (en) « He killed her! He finally killed her! »
2. ↑  (en) « Mr. Simpson has not appeared. The Los Angeles Police Department right now is actively searching for Mr. Simpson. [...] Mr. Simpson is out there somewhere and we will find him. »
3. ↑  (en) « First, everyone understand. I have nothing to do with Nicole's murder. [...] Don't feel sorry for me. I've had a great life, great friends. Please think of the real O. J. and not this lost person. »
4. ↑  (en) « My name is AC. You know who I am, God damn it! »
5. ↑  (en) « Mr. Simpson is charged alone because he is the sole murderer. »
6. ↑  (en) « Something is wrong. »
7. ↑  (en) « Get your space in if you're working out with the wife, if you know what I mean. You can always blame it on working out. »
8. ↑  (en) « We have no niggers where I grew up. »
9. ↑  (en) « She put those things there for a reason. She is leaving you a road map to let you know who it is who will eventually kill her. She knew in 1989. She knew it. And she wants you to know it. »
10. ↑  (en) « "If I put this knit cap on, who am I?" he asked. "I'm still Johnnie Cochran in a knit cap ... and O.J. Simpson in a knit cap from two blocks away is still O.J. Simpson. It's no disguise. It makes no sense. »
11. ↑  (en) « We did it, Jason. »
12. ↑  (en) « The jury heard the evidence and rendered its verdict. Our system of justice requires respect for their decision. At this moment our thoughts and prayers should be with the families of the victims of this terrible crime. »
13. ↑  (en) « The Simpson case awakens America to the epidemic of domestic abuse. »